# Roderick Murchison

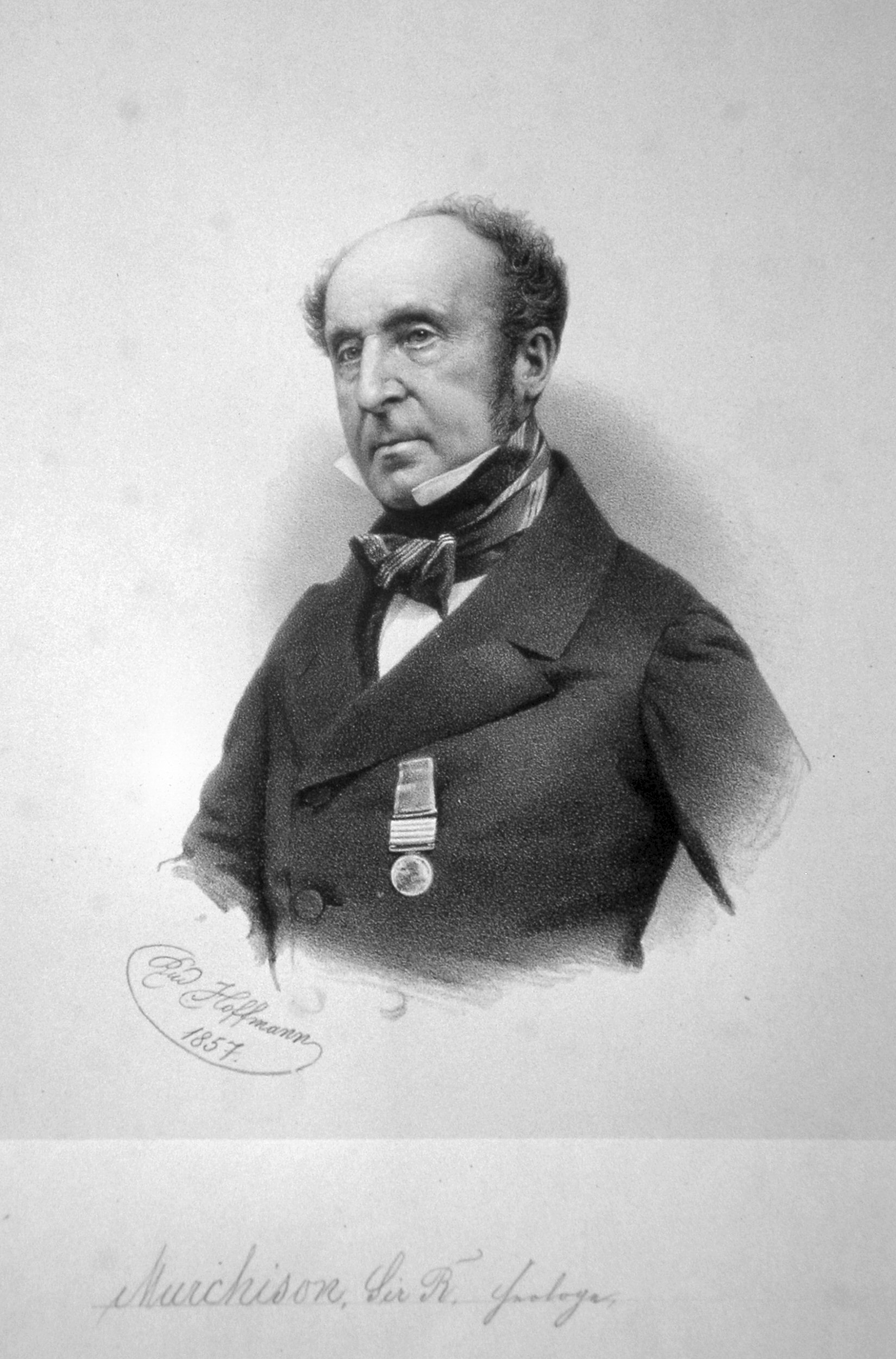
Sir Roderick Murchison, Lithographie von Rudolf Hoffmann, 1857

Sir Roderick Impey Murchison, 1. Baronet (* 19. Februar 1792 in Tarradale, Ross and Cromarty, Schottland; † 22. Oktober 1871 in London) war ein schottischer Geologe und Paläontologe. Er war langjähriger Vorsitzender der Geological Society of London, der Royal Geographical Society sowie Leiter des Geological Survey und einer der führenden Geologen seiner Zeit. Seine Forschungsarbeiten legten die Grundlage für die geologische Erforschung Englands, Frankreichs, Deutschlands und Russlands; er ist einer der Begründer der heutigen stratigraphischen Skala des Paläozoikums.

## Jugend und Militär

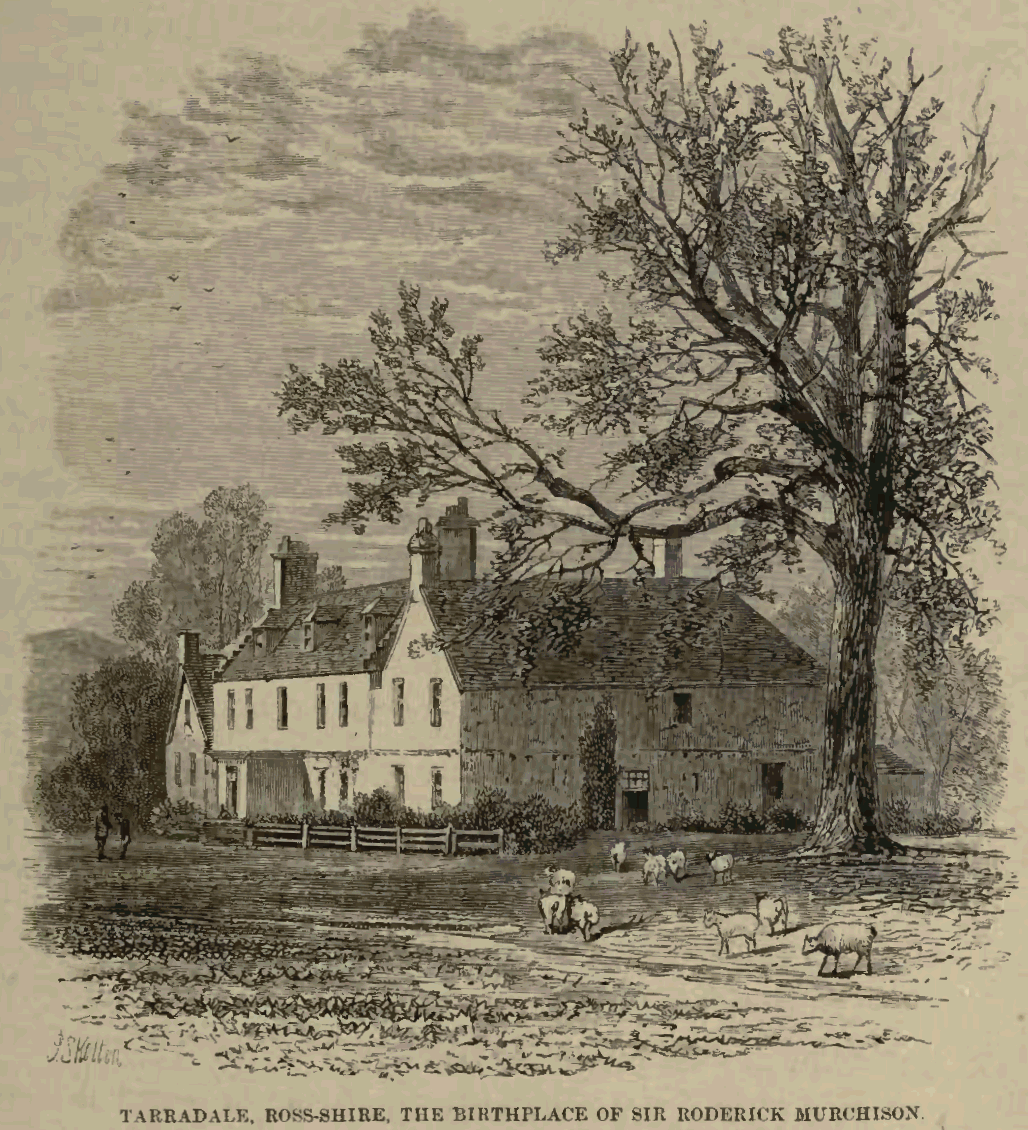
Tarradale

Murchison stammte aus einer alten schottischen Familie, die sich mindestens bis 1541 zurückverfolgen lässt, als Evin M'Kynnane Murchison die Burg Eilean Donan Castle, die Festung der MacKenzies an der Mündung von Loch Duich, zusammen mit einigen Nachbarn niederbrannte. Sein Vater Kenneth Murchison hatte als praktischer Arzt in Indien ein kleines Vermögen verdient, ehe er nach Schottland in den Stammsitz Tarradale House zurückkehrte. Als sein Vater erkrankte, zog die Familie 1795 in den Süden Englands nach Dorsetshire. Kurze Zeit darauf starb sein Vater, und seine Witwe zog mit Roderick und seinem Bruder Kenneth, dem späteren Gouverneur von Singapur, nach Edinburgh. Dort heiratete sie wieder, und folgte ihrem Mann Colonel Robert Macgregor Murray nach Irland. Roderick konnte das Paar nicht begleiten, und so wurde er 1799, im Alter von sieben Jahren, nach Durham geschickt, um dort die Durham Grammar School für sechs Jahre zu besuchen – ohne großen Erfolg.
Angeregt vom Beispiel seines Stiefvaters schlug er zunächst eine militärische Laufbahn ein. Die Ausbildung dazu erhielt er am Military College of Great Marlow in Buckinghamshire, so dass er mit 15 Jahren dem 36. Infanterieregiment beitreten konnte. Unter Sir Arthur Wellesley nahm er 1808 für kurze Zeit an den Napoleonischen Kriegen auf der Iberischen Halbinsel teil, die mit der Konvention von Cintra endeten. Im anschließenden Feldzug unter Sir John Moore ertrug Murchison beim Rückzug nach La Coruña wie alle seine Kameraden große Strapazen, und Murchisons Gruppe entkam den Franzosen nur knapp.

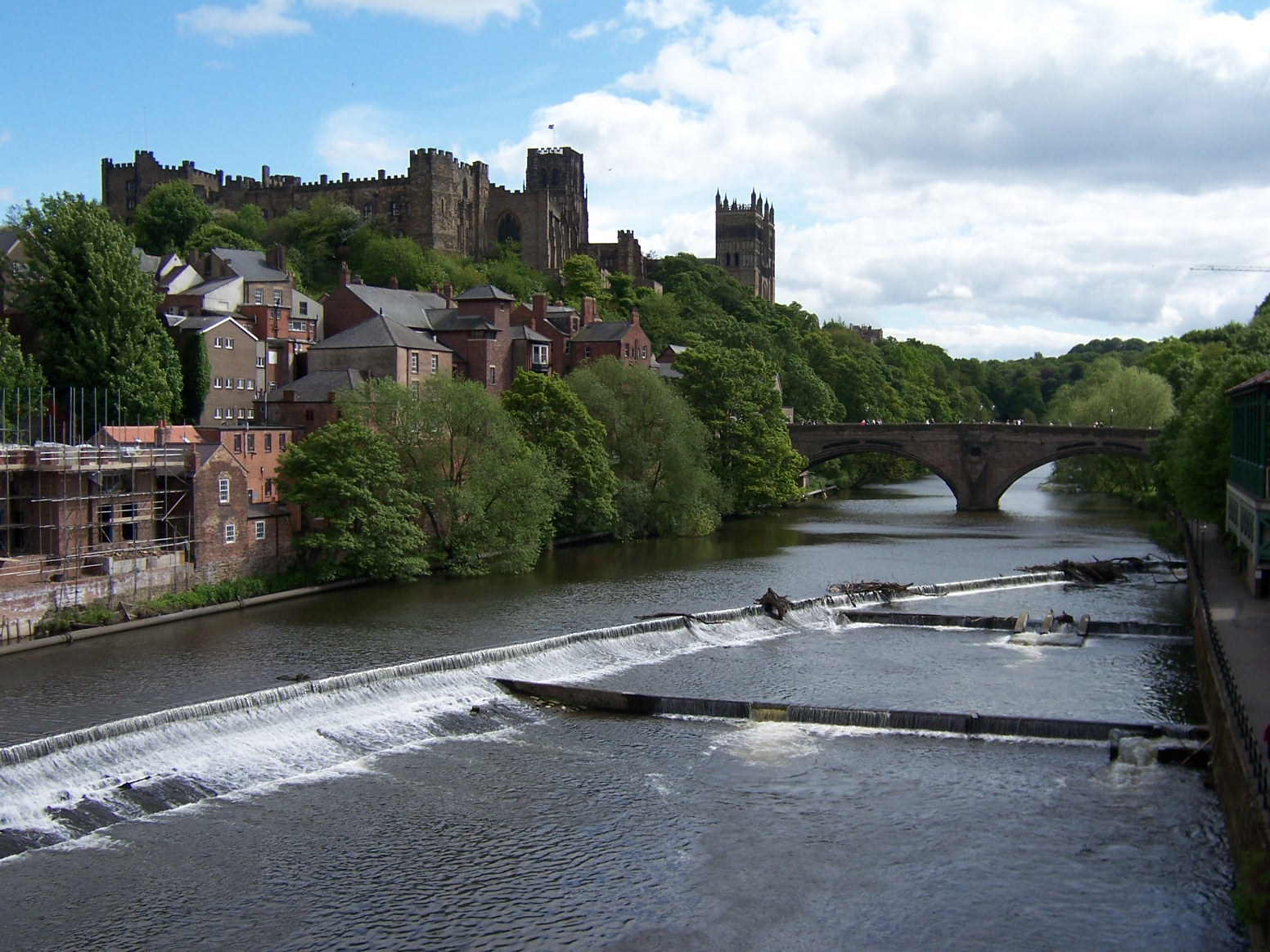
Durham Cathedral und Durham Castle

Nach der Rückkehr des Regiments in die Heimat im Jahr 1809 ging Murchison als Aide-de-camp seines Onkels, General Roderick Mackenzie, nach Sizilien, wo es jedoch nicht zu Kämpfen kam. Die Napoleonischen Kriege endeten schließlich mit dem Wiener Kongress, und Murchison kehrte nach acht Jahren aktiven Dienstes nach England zurück. Dort heiratete er am 29. August 1816 Charlotte Hugonin (8. April 1788 – 9. Februar 1869), die Tochter von General Hugonin aus Nursted House, Hampshire. Für Murchison begann nun eine Zeit, die er als die „Fuchsjagd-Periode“ seines Lebens bezeichnete: er widmete sich in Hampshire der Jagd in verschiedenen Ausprägungen, und es bedurfte des sanften Einflusses seiner Frau, dass er einige ausgedehnte Reisen auf dem Kontinent unternahm. Er besuchte zahlreiche Kunstausstellungen und machte umfangreiche Notizen zu allem, was er in öffentlichen und privaten Sammlungen sah. Auf den Einfluss seiner Frau ging schließlich auch seine Hinwendung zur Geologie zurück: sie interessierte sich sehr für naturwissenschaftlich-historische Themen und brachte ihren Mann in Kontakt mit Sir Humphry Davy, der ihm die aufsteigende Wissenschaft der Geologie als passendes Betätigungsfeld ans Herz legte.

## Die frühen Jahre
Das Ehepaar zog nach London, und Murchison begann mit der ihm eigenen Hartnäckigkeit, verschiedene wissenschaftliche und geologische Vorträge zu besuchen, vor allem die an der Royal Institution. Seine finanzielle Unabhängigkeit erlaubte es ihm, sich völlig unbehindert von den wissenschaftliche Kontroversen seiner Zeit – es tobte gerade der Streit zwischen dem Plutonisten James Hutton und dem Neptunisten Abraham Gottlob Werner, der das Feld der Geologen in zwei verfeindete Lager trennte – seinen eigenen geologischen Interessen zu widmen. 1825 trat er der Geological Society bei und begann seine Arbeit in Südengland, stets begleitet von seiner Frau, die den Hauptteil des Fossiliensammelns erledigte und 1825 einige Zeit mit Mary Anning in der Umgebung von Lyme Regis umherzog. Im selben Jahr noch veröffentlichte er seinen ersten geologischen Aufsatz über den Nordwesten von Sussex und die angrenzenden Teile von Hants und Surrey. Durch diesen Vortrag hatte er seine Fähigkeiten als Geologe und Autor bewiesen, so dass er kurze Zeit später zu einem der beiden Sekretäre der Geological Society gewählt wurde.
1826 trieb er geologische Studien im Norden Englands, und machte dort die Bekanntschaft von William Smith. Dieser zeigte ihm die Abfolge der Schichten in Yorkshire, und Murchison begann die Bedeutung der Fossilien zu begreifen: jede der einzelnen Gesteinseinheiten besaß ihre charakteristischen Formen, die die Einordnung auch dann erlaubten, wenn die Gesteine eines Aufschlusses nicht auf typische Weise ausgebildet waren, die Aufschlussverhältnisse Beobachtungen schlecht zuließen oder der Zusammenhang mit anderen Einheiten nicht auf der Hand lag. Von Yorkshire aus reiste er zur Isle of Arran und weiter nach Norden, bis nach Sutherlandshire. Die Gesteine waren ihm neu, Granit, der Old Red Sandstone, harte Kalksteine, und sie waren sichtlich älter als die jungen Gesteine Südenglands, aber sie faszinierten ihn auf eine Weise, die seine weitere Forschungstätigkeit bestimmen sollte. Sein eigentliches Ziel, die Einstufung der Kohlen von Brora, konnte er innerhalb kürzester Zeit erreichen – sie sind aus dem Jura und nicht, wie vorher vermutet, aus dem Karbon – und kehrte nach London zurück. Die Ergebnisse der Reise wurden 1827 veröffentlicht.

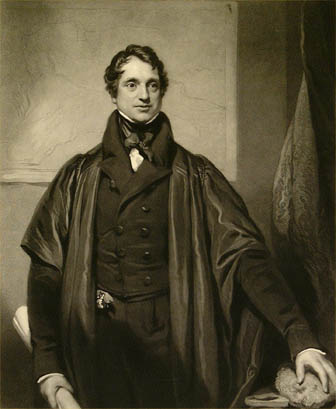
Adam Sedgwick 1832

Angeregt von dieser Reise ging er 1827 mit Adam Sedgwick wieder in die schottischen Highlands. Sie unternahmen ausgedehnte Studien der alten Gesteine, vor allem des Old Red Sandstone, in dem sie die reiche Fauna fossiler Fische beschrieben, und dehnten sie in den folgenden Jahren auf Gesteinsformationen in Frankreich, Belgien und Deutschland aus. Die Forschungen fanden ihren Weg in zahlreiche Veröffentlichungen. Mittlerweile wuchs Murchisons Interesse an den geologischen Verhältnissen außerhalb Englands, und so bereiste er 1828 mit seiner Frau und Charles Lyell den Kontinent. Nach einem Aufenthalt in Paris, wo sie sich mit den führenden französischen Geologen trafen, unter anderem Georges Cuvier, Alexandre Brongniart, Gérard Paul Deshayes, Élie de Beaumont, Nicolas Desmarest, Armand Dufrénoy und Constant Prévost, ging die Reise in die Vulkangebiete der Auvergne im französischen Zentralmassiv und von da aus über Nizza, Italien und Tirol in die Schweiz. Die Alpen faszinierten ihn, und 1829 wagte er sich mit Sedgwick an ihre geologische Erforschung. Ihre 1830 gemeinsam veröffentlichte Arbeit wurde zu einem Standardwerk in der frühen geologischen Literatur über die Alpen, auch wenn sie, wenig erstaunlich, die komplizierten und verworrenen geologischen Verhältnisse oft fehlinterpretierten. Die Reise führte sie nicht nur in die Berge, sie besuchten auch die Vulkaneifel, das Rheinische Schiefergebirge und den Harz. Auch im nächsten Jahr reiste Murchison wieder in die Alpen, diesmal nur von seiner Frau begleitet, um einige Örtlichkeiten genauer zu untersuchen. Diese Reisen brachten ihn in Kontakt mit weiteren europäischen Geologen, so Leopold von Buch, Karl von Oeynhausen und Ernst Heinrich Carl von Dechen in Deutschland oder Jean Baptiste Julien d’Omalius d’Halloy und André Hubert Dumont in Belgien. 1832 war er mit Adam Sedgwick in den Westalpen.

## Murchison und das Silur

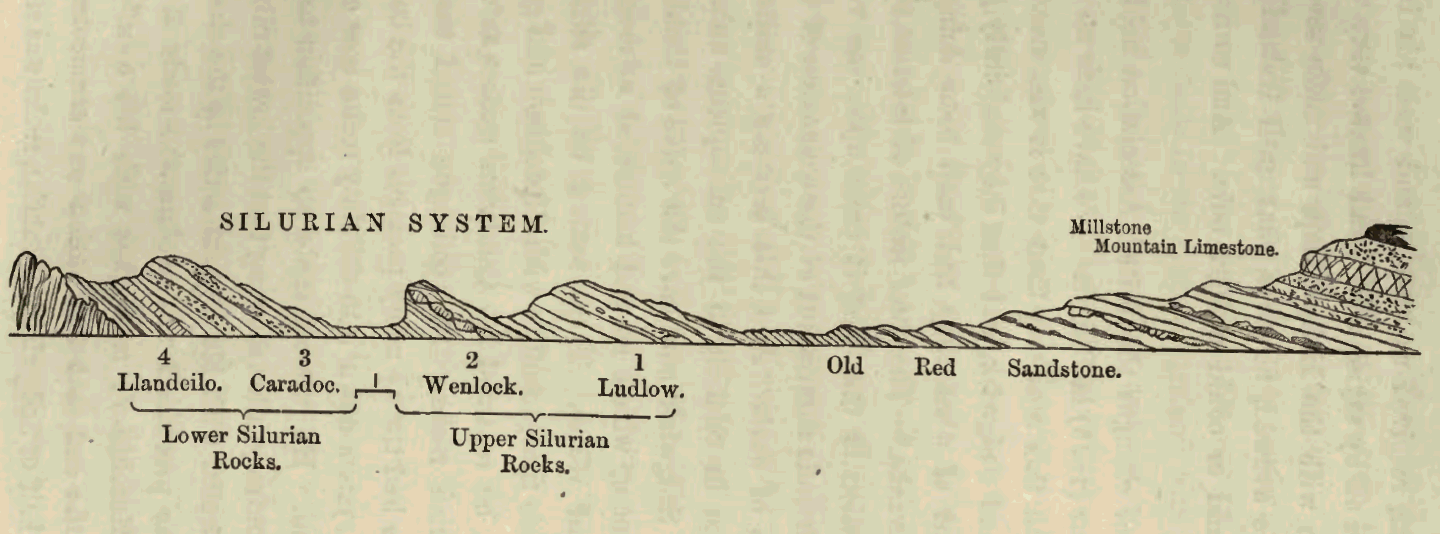
Murchisons Profil des Silurs in Wales

Weitere Arbeiten sahen ihn die nächsten Jahre wieder in England, und er veröffentlichte 1834 eine kurze Broschüre über die Geologie von Cheltenham, die 1845 eine zweite, wesentlich erweiterte Auflage erlebte. Bei seinen Reisen durch England fand Murchison die Erkenntnisse William Smiths über die Abfolge der Schichten des Sekundärs (heute die Gesteine des heutigen Mesozoikums) immer wieder bestätigt. Dabei war ihm jedoch eine Gruppe von Gesteinen aufgefallen, die zum Primär (der damaligen, auf Giovanni Arduino zurückgehenden Bezeichnung für die alten Schiefer und Granite unter dem Sekundär, heute im Wesentlichen Paläozoikum) überleitete, über die fast nichts bekannt war. Er beschloss, sich dem Studium dieser Gesteine zu widmen, und wählte das Grenzgebiet zwischen England und Wales als Studiengebiet, das in der Frühzeit Englands vom Stamme der Silurer bewohnt wurde. Sein Ziel war es, die scheinbare Unordnung der Gesteinsabfolge aufzulösen, und eine sinnvolle stratigraphische Abfolge nachzuweisen. Diesem Ziel widmete er sich fünf Jahre lang, sandte hin und wieder kurze Meldungen darüber an die Geological Society, und veröffentlichte 1839 schließlich seine Ergebnisse in einer Monographie über das Silurian System. Murchison unterteilte das System in Untereinheiten, die er nach Orten in seinem Arbeitsgebiet benannte, und deren Namen – etwa Wenlock oder Ludlow – zum Teil heute noch gültig sind, und fand eine reiche Fauna in den silurischen Gesteinen, unter anderem einige Fischarten sowie zahlreiche Trilobiten und Brachiopoden, die er zur Gliederung der Gesteinsabfolge nutzte. Er war überzeugt davon, einige der frühesten Zeugnisse des Lebens auf der Erde gefunden zu haben.

### Der Streit um das Silur

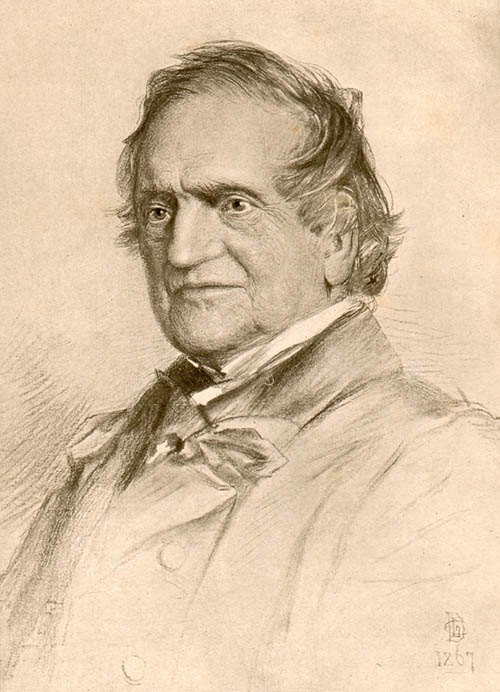
Sedgwick 1867

Während Murchison das Silur in den Welsh Borderlands untersuchte, konzentrierte sich Sedgwick auf Gesteine in Zentralwales. Er gliederte die dortigen Schichten vor allem auf Grund ihrer Gesteinsabfolge und stützte sich nur wenig auf Fossilien. Aufgrund seiner Ergebnisse schlug er für diese Schichten den Namen Kambrium vor, nach dem lateinischen Namen für Wales, und sah es als das ältere der beiden Systeme an. Die beiden veröffentlichten 1835 gemeinsam einen Aufsatz über die silurischen und kambrischen Perioden. Die Abgrenzung der beiden Systeme erwies sich als schwierig: der untere Teil von Murchisons Silur überlappte sich mit dem oberen Teil von Sedgwicks Kambrium. Murchison war der Überzeugung, dass die Fossilien des Kambriums in Wales sich nicht wesentlich von denen des Silurs in seinem Arbeitsgebiet unterschieden, und nahm zunächst an, dass das obere Kambrium in das Silur zu stellen sei. In den Jahren 1842 und 1843 vollzog sich langsam das Zerwürfnis zwischen Murchison und Sedgwick. Die Definition des Kambriums durch Fossilien erwies sich trotz intensiver Arbeit der Geologen des Geological Surveys als nicht eindeutig möglich, und Murchison sah keine Veranlassung, mit diesem Befund nicht an die Öffentlichkeit zu gehen. Sedgwick hingegen unternahm 1842 und 1843 weitere Arbeiten in Wales, und entdeckte, dass das Silur Murchisons durch eine Diskordanz in einen oberen und unteren Teil getrennt wurde. Den unteren Teil schlug er aufgrund des ungestörten Übergangs der Schichten ineinander nun seinem Kambrium zu. Der Streit darum wurde zunehmend erbittert geführt, vor allem nach der Veröffentlichung von Murchisons Werk Siluria im Jahr 1854. In diesem forderte Murchison wegen der aus seiner Sicht nicht hinreichend genauen Beschreibung des Kambriums durch Sedgwick sogar, das ganze System dem Silur zuzuschlagen. Verschärft wurde die Debatte dadurch, dass sich die kartierenden Geologen des Geological Surveys vollständig auf Murchison Seite stellten, und das gesamte Gebiet, das Sedgwick in Wales dem Kambrium zugeordnet hatte, auf den veröffentlichten offiziellen Karten in das Silur stellten. Sedgwick wandte sich in seinem zwischen 1851 und 1855 veröffentlichten großen Werk A synopsis of the classification of the British Palaeozoic rocks scharf gegen diese Vorgehensweise und griff Murchison ungewöhnlich deutlich und offen an. Die Geological Society stellte sich nun hinter Murchison und gab die Devise aus, dass jeder Vorschlag Sedgwicks in Bezug auf die Benennung und Einordnung paläozoischer Gesteine ignoriert werden solle. Die beiden Freunde und Kollegen entzweiten sich durch den Streit schleichend, bis zu einer merklichen Abkühlung der Freundschaft der beiden kam, auch wenn die beiden zunächst weiterhin in stetigem Kontakt blieben. Sedgwick zog sich jedoch immer mehr zurück. Ende der 1850er Jahre reagierte er nur noch sehr kühl auf Murchisons Briefe und zog sich schließlich gänzlich von Murchison und der Geological Society zurück. Murchison war sehr betroffen über Sedgwicks Ablehnung.
Erst nach langen Jahren der Forschung waren genug Erkenntnisse über die Altersabfolge und Charakteristik der Fossilien in den betreffenden Gesteinsschichten gewonnen worden, so dass nach dem Tod der beiden Charles Lapworth 1879 den auch die Geologenwelt spaltenden Streit dadurch beenden konnte, dass er im Bereich der überlappenden Schichten zwischen Kambrium und Silur ein neues System abgrenzte – das Ordovizium.

### King of Siluria

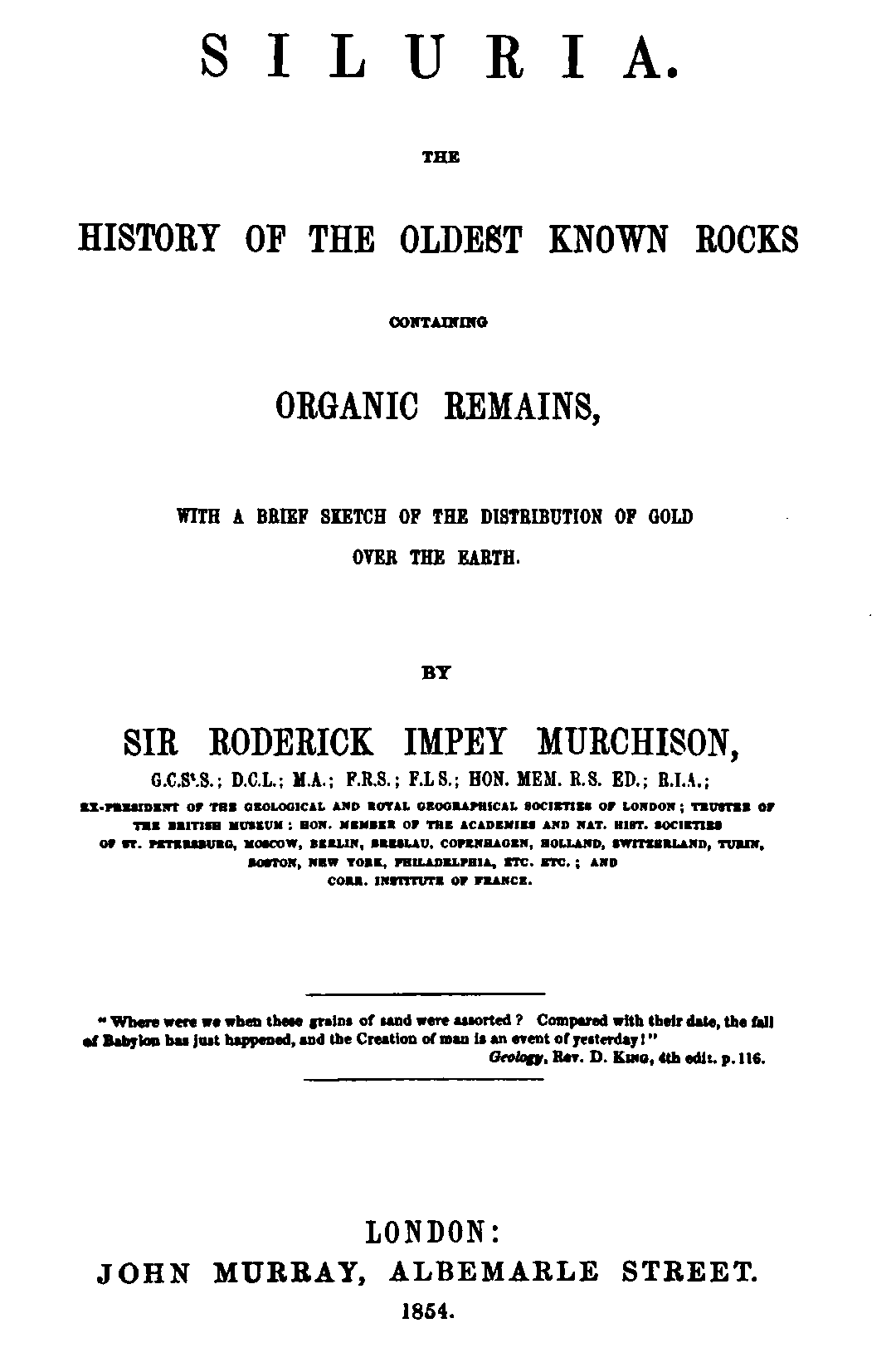
Titelseite von Siluria, 1854

1849 war sowohl die Gesundheit Murchisons als auch die seiner Frau angegriffen, und beide verbrachten ihre Zeit mit verschiedenen medizinischen Kuren. Die Verleihung der Copley-Medaille der Royal Society hob seine allgemein niedergedrückte Stimmung ein wenig, und er machte Pläne für die nächsten Reisen. Erst später im Jahr war er so weit wiederhergestellt, dass er aktiv am gesellschaftlichen und wissenschaftlichen Leben teilnehmen konnte. Ein Rückfall im Sommer brachte den Entschluss, eine weitere Kur durchzuführen, und das Paar besuchte Vichy. Murchisons Lebensgeister erwachten wieder, und er bereiste die Vulkane der Auvergne ein zweites Mal. Er kehrte nach England zurück und fuhr im Sommer 1850 ein letztes Mal zusammen mit Sedgwick nach Schottland. Nachdem Sedgwick nach Hause zurückgekehrt war, reiste Murchison alleine in die Highlands weiter, und konnte zeigen, dass einige der stark gestörten und verfalteten Gesteinsmassen Schottlands Fossilien des Silurs führten.
Anlässlich des Jahrestreffens der British Association im September 1850 in Birmingham wurde Murchison im Kreise der anwesenden Wissenschaftler vom Bischof von Oxford halb im Ernst zum King of Siluria gekrönt. Murchison hatte ja im Rahmen seiner bisherigen Studien das Silur nicht nur in England, sondern auch in anderen Gebieten von Europa untersucht. Im Ural ging es unter anderem um das Silur, und 1846 war er mit de Verneuil nach Skandinavien gereist, wo sie unter anderem das Silur von Öland, Gotland, Småland und Schonen untersuchten.
Murchison fasste den Plan, die seit der Veröffentlichung seines Silurian Systems von 1839 mittlerweile reichlich gewonnenen Erkenntnisse zusammenzufassen und durch neue, eigene Forschungen zu ergänzen. Er begann damit, indem er im Sommer 1851 sein ursprüngliches Untersuchungsgebiet im Welsh Borderland noch einmal aufsuchte und von dort weiter nach Wales und Irland vordrang. Im nächsten Jahr fand er wenig Zeit zur Feldarbeit, aber 1853 nahm er die Arbeit in Irland und Wales wieder auf und untersuchte neue und alte Aufschlüsse. Die zweite Hälfte des Jahres fuhr er wieder nach Deutschland, dieses Mal mit John Morris, reiste den Rhein aufwärts, von dort über Kassel nach Leipzig, durch den Thüringer Wald nach Freiberg und von dort nach Prag. Auf der Rückreise über Frankfurt und den Taunus untersuchten die beiden erneut das Rheinische Schiefergebirge, dessen Gesteine sie dieses Mal richtig in das Devon einordneten (s. unten), und kehrten über Belgien nach England zurück. Alle diese Arbeiten dienten dazu, die Ähnlichkeiten und Unterschiede der geologischen Verhältnisse des Kontinents zu denen Englands klarzustellen.
1854 veröffentlichte Murchison Siluria, die Zusammenfassung seiner Forschungsergebnisse der letzten drei Jahre. Im Gegensatz zum Silurian System waren es nicht mehr nur eigene Beobachtungen, sondern vor allem auch Erkenntnisse anderer Wissenschaftler, die in das Buch einflossen. Das Werk erfuhr zahlreiche Auflagen, in die Murchison immer mehr Details zur Stratigraphie und Paläontologie des Silurs einarbeitete, wie es in England und anderswo erforscht worden war.
Für 1854 waren weitere Forschungsreisen geplant, vor allem nach Deutschland, da Murchison der Ansicht war, dass gerade hier noch viele Punkte weiterer Klärung bedurften. Die Schwerpunkte seiner Forschung sollten im Harz liegen, wo er mit Roemer das Silur des Unterharzes untersuchen wollten, und südlich von Breslau im Rotliegenden. Der Krieg zwischen Russland und der Türkei, in den England und Frankreich bald eingriffen, verzögerte seine Pläne jedoch. Dazu kam die Erkrankung seines zwei Jahre jüngeren Bruders Kenneth, der Anfang August 1854 starb. Sein Tod traf Murchison schwer, aber auf Anraten seines Arztes brach er mit John Morris nach Deutschland auf. Im Harz und im Thüringer Wald setzten sie ihre Forschungen des vorigen Jahres fort, und Murchison gewann schließlich seine gewohnte Spannkraft wieder. Wieder in England, wurde er jedoch bald wieder krank und erholte sich erst gegen Ende des Jahres wieder.

## Murchison und das Devon

### Das Devon von England

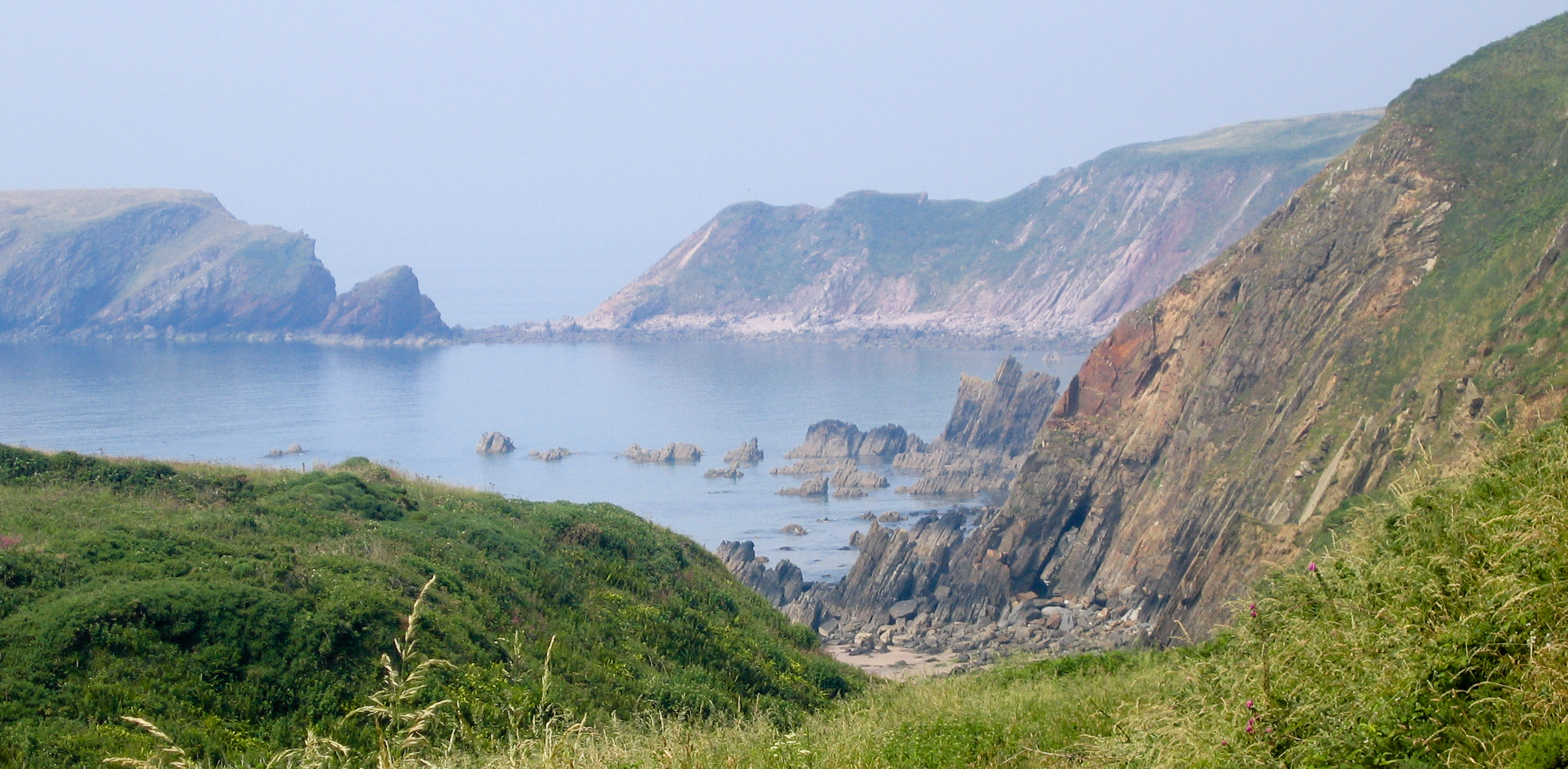
Old Red Sandstone bei Dale, Pembrokeshire, West-Wales

Bei ihren Untersuchungen des Old Red Sandstone in Nordengland und Schottland hatten Murchison und Sedgwick viel Neues zur Kenntnis dieser durch rote Sandsteine und Konglomerate gekennzeichneten Serie beigetragen. Murchison war aufgrund der bei seinen Forschungen im Silur bereits so beeindruckt von diesen Gesteinen, dass er bereits in seinem Silurian System vorgeschlagen hatte, den Old Red Sandstone angesichts seiner dortigen Mächtigkeit von fast 3000 m in den Rang eines geologischen Systems zu erheben. Schon 1831 hatten Sedgwick und Murchison begonnen, diese Gesteine auch in Südengland und Wales zu untersuchen, wo sie entlang der Südküste von Pembrokeshire hervorragend aufgeschlossen sind. Außerdem waren sie in den Kohlebergwerken der Region von wichtiger Bedeutung als untere Grenze der Kohlelager und dort gut bekannt. Den beiden gelang es zu beweisen, dass der Old Red Sandstone älter war als die Kohleschichten.
1836 nahmen sie die Forschungen wieder auf, und es stellte sich heraus, dass die Geologie in Devon nicht so einfach war wie an der südwalisischen Küste. Sie fanden dort stark gestörte und gefaltete Schichten, die zu einem großen Teil aus Grauwacken und Schiefern bestanden. Zunächst stellten die beiden die Gesteine nach dem ihnen bereits bekannten System mit dem Kambrium und Silur von Wales gleich. Probleme bereiteten ihnen große Massen von Kalkstein, die in Wales nicht vorkamen, und auch die Fossilien waren nicht damit in Übereinstimmung zu bringen, wie bereits andere Bearbeiter festgestellt hatten: sie wiesen sowohl Ähnlichkeiten mit dem mittleren und oberen Kambrium als auch mit dem Karbon der Kohlelager auf, waren jedoch deutlich eigenständig. Dies bezog sich unter anderem auf die Fischfossilien, die den beiden schon in Schottland aufgefallen waren, und die von Hugh Miller aus Cromartyshire eingehend bearbeitet worden waren.

### Das Devon in Frankreich, Belgien und Deutschland
Im Winter 1838/1839 versuchten Murchison und Sedgwick, zusammen mit James de Carle Sowerby und William Lonsdale, eine Ordnung in die Fossilien aus Devon zu bringen. Sie kamen zu der Überzeugung, dass tatsächlich ein eigenständiges System zwischen Silur und Karbon existieren müsse. Bei einer hitzigen Diskussion im Rahmen eines Treffens der Geological Society im April 1839 wurden die zahlreichen Gegner dieser Theorie überzeugt, und zwei Wochen später war ein Aufsatz der beiden fertig, der den Namen Devon für die fraglichen Gesteine vorschlug, einschließlich des Old Red Sandstones. Sie dehnten ihren Vorschlag auch auf die Gesteine in Wales aus und deuteten an, dass das neue System auch auf dem Kontinent verbreitet vorkomme, ohne dass sie dies bereits beweisen konnten. Murchison drängte seinen Freund, eine Reise durch Belgien, Ardennen, Eifel, Taunus und Harz zu unternehmen, um den Beweis zu erbringen.

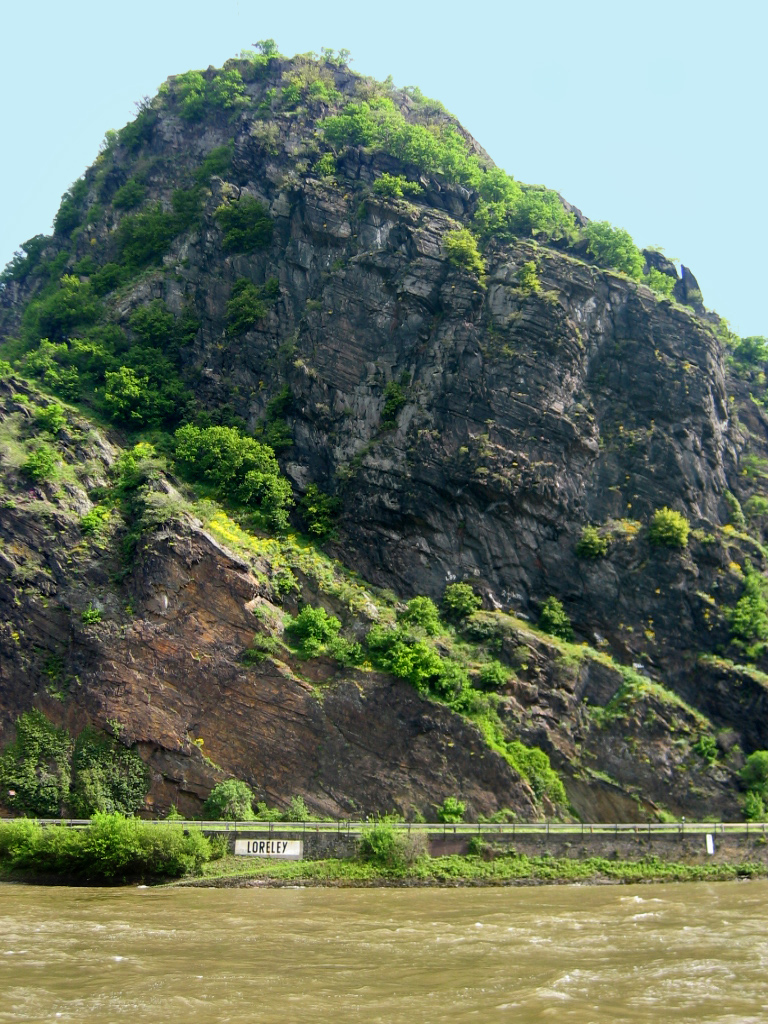
Quarzitische Sandsteine des Unterdevons am Rhein. Loreley

Sedgwick war um seine Gesundheit besorgt, und so brach Murchison im Frühjahr 1839 zunächst alleine auf, verteidigte die Idee eines devonischen Systems zunächst bei einem Treffen der Société géologique de France in Paris (er war mittlerweile Mitglied der 1830 neu gegründeten Vereinigung), und reiste dann nach Deutschland weiter. Über Trier, Idar-Oberstein, Bad Kreuznach und Bingen erreichte er Frankfurt am Main, kaufte dort eine Kutsche und begann seine Reise am rechten Rheinufer nach Norden. Im Juni erreichte er Meschede und schrieb von dort an seine Frau über die Gesteine, die er untersucht hatte:

“I do not believe there is a Silurian bed among them, and I am more than disposed to think that the whole is Devonian, except, perhaps, the westward flanks. […] The limestones are undistinguishable from those of Plymouth and North Devon, and the organic remains are all of the same classes which occur in those rocks – Goniatites, large Spirifers, etc.”

„Ich glaube nicht, dass eine silurische Schicht unter ihnen vorkommt, und ich bin mehr dazu geneigt zu glauben, dass das Ganze devonischen Alters ist, außer vielleicht am westlichen Ufer. […] Der Kalkstein ist nicht zu unterscheiden von denen in Plymouth und North Devon, und die organische Überreste sind alle von der gleichen Klasse wie in den dortigen Gesteinen – Goniatiten, große Spiriferen, usw.“

Von Meschede aus setzte er seine Reise über Arnsberg nach Düsseldorf fort, um unterwegs das Bergbaurevier des Ruhrgebietes zu besuchen, und von dort aus nach Köln und Bonn. In Bonn traf er auf Sedgwick, und nachdem er ihm seine Ergebnisse und die Schlüsselstellen dazu gezeigt hatte, setzten die beiden ihre Reise in den Harz fort, wo sie das Lautenthal, das Okertal und das Bodetal besuchten, und dann ins Fichtelgebirge weiterfuhren. Silur fanden sie nirgendwo, sondern alleine Devon und etwas Karbon. Die Reisenden kehrten ins Rheinische Schiefergebirge zurück, trieben Geologie in Nassau entlang der Lahn, und untersuchten die Aufschlüsse am Rhein zwischen Bingen und Koblenz zu Fuß, per Kutsche oder im Boot. In Bad Ems fanden sie Gesteine, die sie aufgrund ihrer Fossilien und ihres Aussehens als silurisch einstuften (sie gehören trotz ihrer Ähnlichkeit mit den silurischen Gesteinen jedoch in die Siegen- und Ems-Stufe des Unterdevons). Nach einem kurzen Abstecher in die Eifel musste Murchison im August 1839 in seiner Funktion als Sekretär der Geological Society nach England heimkehren und ließ Sedgwick in Trier zurück. Im September kehrte er mit Édouard de Verneuil nach Deutschland zurück und traf Sedgwick in Bonn. Die Gesellschaft fuhr den Rhein aufwärts bis Limburg an der Lahn, von wo sie über den Westerwald die Stadt Dillenburg erreichten, um von dort aus lahnabwärts wieder nach Limburg zu reisen. De Verneuil verließ die beiden, und auch sie fuhren nach einem weiteren Abstecher in die Eifel rheinabwärts über Düsseldorf nach Rotterdam, um nach England zurückzukehren.
Die Ergebnisse der Reise wurden 1840 publiziert und die wichtigsten Merkmale des Rheinischen Schiefergebirges beschrieben, auch wenn die beiden sich nicht völlig einig waren: Murchison stellte alle angetroffenen Gesteine in das Devon, während Sedgwick dazu neigte, sie eher in das Obere Silur zu stellen. Dies spiegelte sich auch in der ihrer Arbeit von 1840 beigefügten geologischen Karte und dem begleitenden Profil wider, in denen weite Bereiche des Rheinischen Schiefergebirges als Silur eingetragen sind.

### Das Devon von Russland

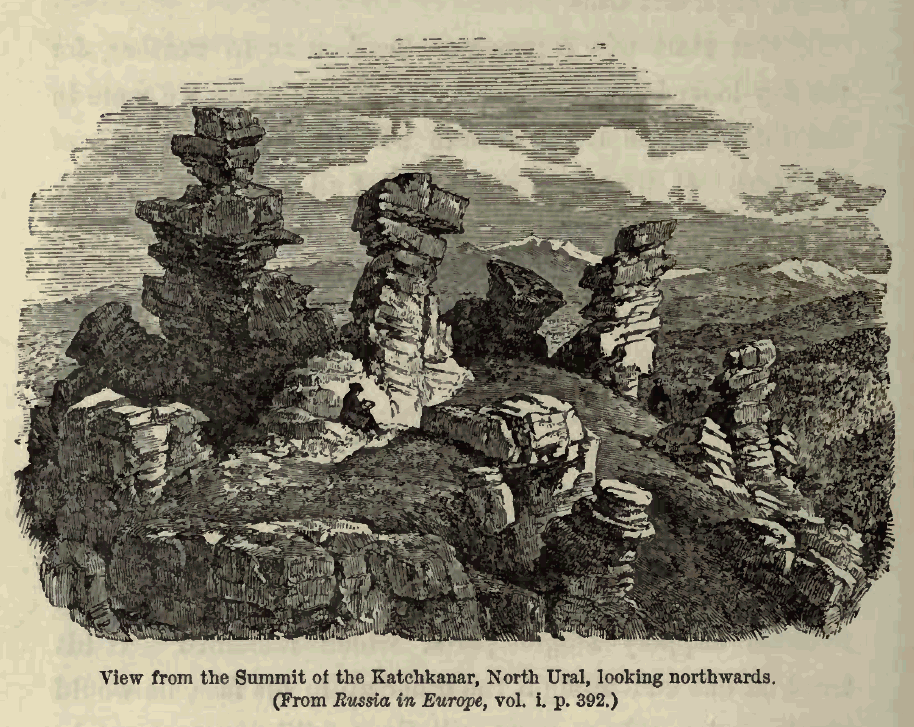
Blick vom Gipfel des Katschkanar im Nordural

Immer wieder hatte Murchison davon gehört, dass in Nordosteuropa die in England und Mitteleuropa so gestörten und gefalteten Schichten des Primärs weitestgehend ungestört und im Wesentlichen horizontal lagerten. Mehr noch: die Fossilien dieser Schichten seien dieselben, die sie in den alten Schichten in Wales und auf dem Kontinent gefunden hatten. Er fasste den Plan, diese Gebiete zu besuchen, und ging im Mai 1840 mit de Verneuil auf die Reise. Nach einem kurzen Aufenthalt in Berlin, wo die beiden unter anderem mit Alexander von Humboldt, Christian Gottfried Ehrenberg und Gustav Rose zusammentrafen, ehe sie nach St. Petersburg weiterfuhren. Begleitet von einer Reisegruppe, der unter anderem Alexander Graf Keyserling angehörte, führte ihre Route sie über Archangelsk, den Lauf der Dwina hoch, westlich an Nischni Nowgorod und das Tal der Wolga nach Moskau. Trotz der fast vollständigen Bedeckung mit Kies, Sand und Ton gelang es den Reisenden, die generelle Abfolge der Gesteine des Paläozoikums zu bestimmen. Über einem kristallinen Grundgebirge folgte eine mehr oder minder komplette Serie vom Silur zum Karbon. Die Gesteine waren wenig verfestigt, und die weichen Tone und brüchigen Kalksteine ähnelten nicht dem von England und Wales bekannten Bild harter Schiefer und Kalksteine. Die Fossilien jedoch waren dieselben, und ihre Entdeckung, dass hier die Fische des Old Red Sandstone zusammen mit Muscheln des Devons vorkamen, bewies endlich das gleiche Alter der so verschiedenen Schichten aus Devon (Schiefer, Sand- und Kalksteine) und Schottland (Old Red Sandstone). Murchison kehrte nach England zurück, rechtzeitig zum Treffen der British Association im September in Glasgow, und berichtete von seinem Erfolg. Der russische Zar schenkte ihm in Anerkennung seiner Verdienste für Russland eine prachtvolle Vase der Steinschleiferei Kolywan, die aus einem großen Stück Belorezker Quarzit geschnitten war.

## Murchison und das Perm
Murchison war klar geworden, dass die geologische Erkundung Russlands nicht in einem Jahr und nicht ohne gründliche Vorbereitung zu bewältigen war. Die russischen Behörden und Zar Nikolaus garantierten ihm weitreichende Unterstützung, und im Frühjahr 1841 brachen er und de Verneuil wieder nach Russland auf, wo sie von ihrem Reisebegleiter Alexander Graf Keyserling und seiner großen Gruppe von Geologen und Mitarbeitern empfangen wurden. Geplant waren mehrere Durchquerungen der südlichen und zentralen Provinzen sowie eine Erkundung des Uralgebirges. Die Gruppe brach von Moskau auf und erreichte den Ural über Wladimir, Kasan und Perm. Vom Rand der sibirischen Steppe wandte sich die Gruppe nach Süden, um den Ural bis Orsk zu erforschen. Dort ging die Reise wieder nach Westen, über Orenburg und Sarepta bis zum Asowschen Meer und schließlich wieder nach Norden über Moskau nach St. Petersburg.

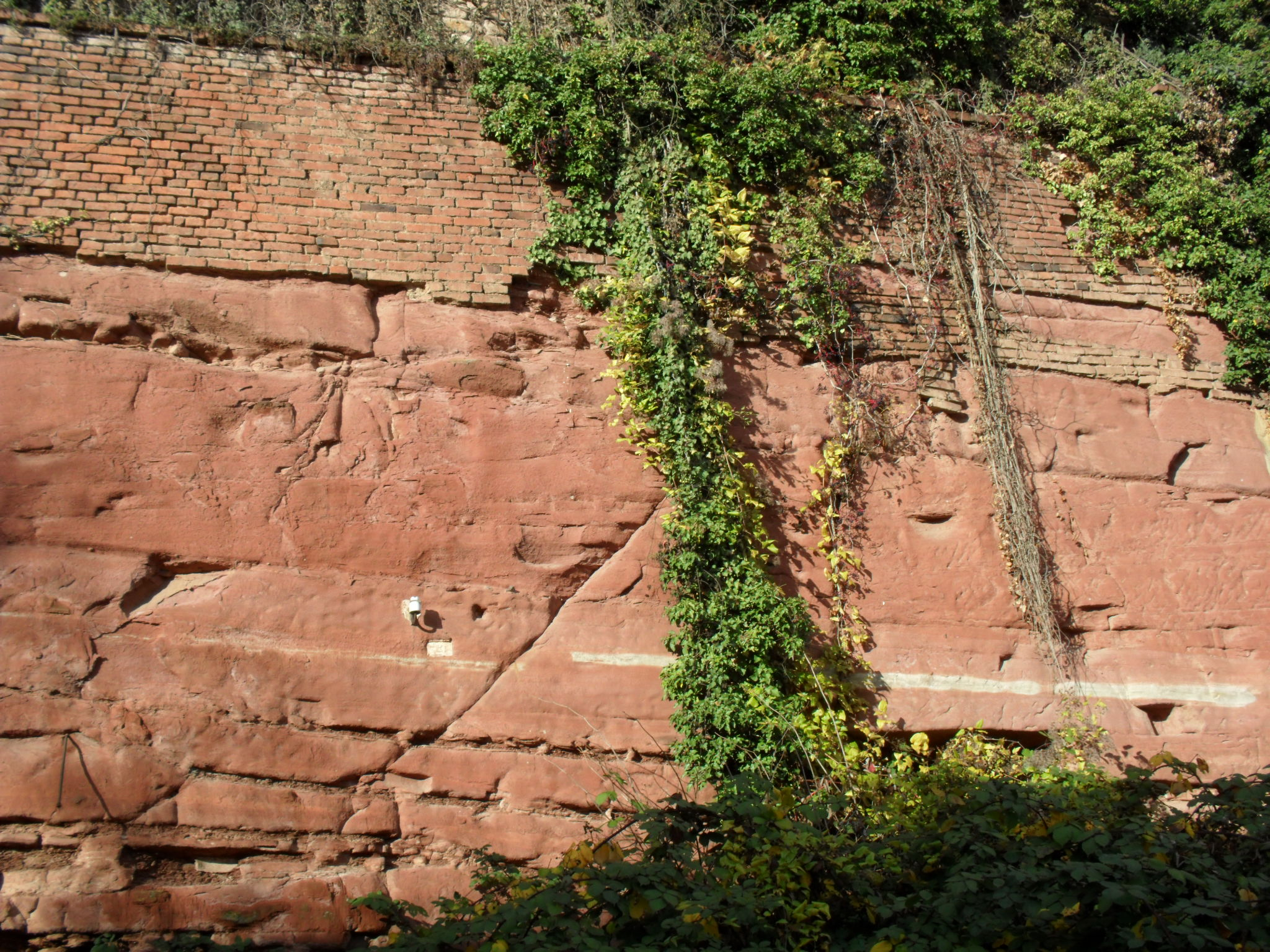
Roter Sandstein des Perms. Bad Kreuznach

Auf dem ersten Teil dieser Reise über Nischni Nowgorod nach Kasan trafen die Reisenden immer wieder vorherrschend rote Konglomerate, Sand- und Tonsteine an, mit denen Murchison zunächst nicht viel anfangen konnte; sie trieben ihn sogar an den Rand der Verzweiflung. Unsicher war er vor allem, ob er sie mit dem Newer Red Sandstone gleichsetzen konnte, der in England über den kohlenführenden Schichten des Karbons liegt. Diese Gesteine begleiteten sie durch die gesamte Provinz Perm, und Murchison verglich sie sowohl mit dem Rothen Todtliegenden der Umgebung des Harzes als auch mit der Nagelfluh der Alpen. Schließlich entschied er, dass sie ein eigenes System zwischen Karbon und Trias darstellten, und benannte dieses Perm, nach der Provinz, in der sie so häufig vorkamen. Seinen Vorschlag sandte er im Oktober 1841 von Moskau aus an die Royal Society, wo er im Dezember 1841 im Philosophical Magazine publiziert wurde. Die Beschreibung stützte sich vor allem auf die Gesteine, wie er sie nach seinem Besuch von Wjasniki in der Umgebung von Kasan, Perm und Orenburg angetroffen hatte: Meeressedimente wie Muschel-Kalksteine, Gips, Steinsalz und kupferhaltige Sandsteine. Solche Abfolgen hatte er schon im Magnesian Limestone in England und bei seinen Reisen in Deutschland im Zechstein angetroffen. Die Fossilien darin besaßen einen zwischen Karbon und Trias vermittelnden Charakter: die Meeres-Mollusken ähnelten denen des Karbons, und die Pflanzen denen der Trias. Das Alter der roten Mergel und Sandsteine – Perm oder Trias (Buntsandstein) – ließen Murchison und de Verneuil zunächst offen, ordneten sie aber 1845 dem Perm zu.
Die Gesellschaft erreichte schließlich den Ural, und es gelang ihr, trotz größtenteils fehlender topographischer Karten, die Grundzüge seines geologischen Baus aufzuklären. Nach geologischer Arbeit bei mehreren Überquerungen des Urals untersuchten die Forscher abschließend noch die Geologie der Kohleschichten im Donezbecken, um Anfang Oktober wieder St. Petersburg zu erreichen. Anfang November traf Murchison schließlich wieder in London ein.

## Weitere Reisen auf den Kontinent
Kurz vor Aufbruch zu seiner Russlandexpedition war Murchison in seine zweite Amtszeit als Präsident der Geological Society gewählt worden und genoss großen Einfluss wegen seiner geologischen Errungenschaften. Gleichzeitig sicherte ihm das kürzlich frei gewordenen Erbe seiner Frau die vollkommene finanzielle Unabhängigkeit. Murchison genoss das Gesellschaftsleben und nahm zahlreiche gesellschaftliche Verpflichtungen an. Dennoch fand er im Sommer 1842 die Zeit, eine Exkursion durch England mit Graf Keyserling zu unternehmen, um die britische Geologie noch einmal genau zu untersuchen, damit der Vergleich mit den Verhältnissen in Russland auf solidere Füße gestellt werden konnte. Eines der Themen auf dieser Reise war die von Louis Agassiz verbreitete Theorie, dass die Landschaft Schottlands, Nordenglands und Irlands durch Gletscher geformt wurden, ebenso wie er dies in den Alpen nachgewiesen hatte. Murchison wandte sich vehement gegen diese Vorstellung.

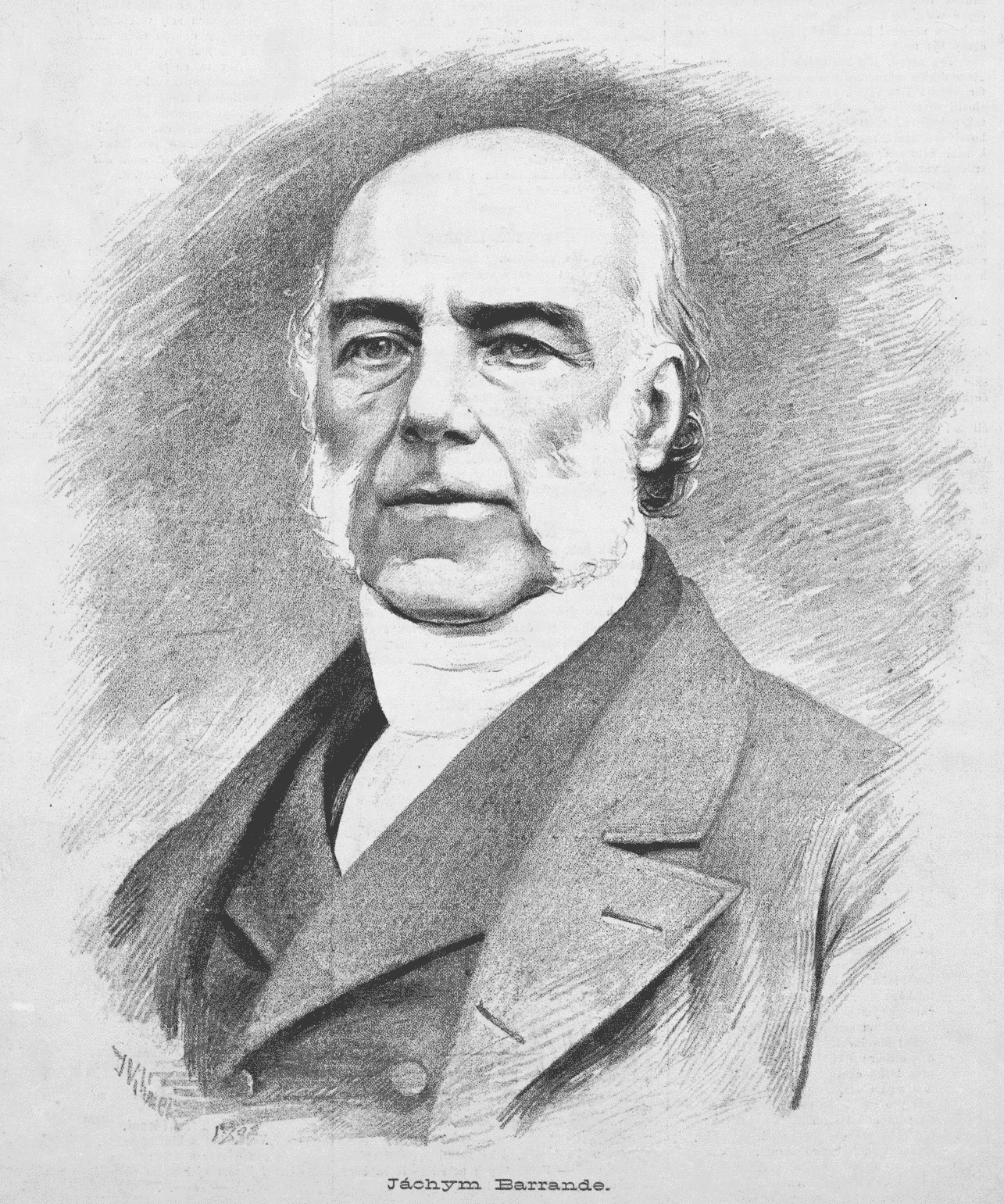
Joachim Barrande

1843 vollzog sich die Übergabe des Präsidentenamtes der Geological Society an Henry Warburton. Befreit von seinen Pflichten unternahm Murchison eine weitere Reise auf den Kontinent, zunächst mit seiner Frau nach Deutschland. Sie blieb dort in Baden, und er reiste weiter nach Polen und besuchte die Karpaten. Von dort aus ging es über Riesen- und Erzgebirge nach Prag, wo er sich mit Joachim Barrande traf. Barrande hatte auf der Grundlage von Murchisons Silurian System das Paläozoikum der Umgebung von Prag untersucht, das später nach ihm benannt wurde (Barrandium). Die beiden freundeten sich an, eine Freundschaft, die bis zum Tod Murchison andauerte. Murchison reiste weiter nach Berlin, und von dort aus nach Sachsen zu weiteren geologischen Erkundungen. Zurück in England, unternahm er anlässlich des Treffens der British Association in Cork eine Exkursion in das Paläozoikum Irlands. Dort untersuchte er während mehrerer Wochen die Gesteine zwischen der Mündung des Shannon und Bantry Bay, ehe er nach London zurückkehrte, um dort weiter an dem Bericht zu den Ergebnissen seiner Russlandexpeditionen zu arbeiten.
Den Sommer verbrachte Murchison in Dänemark und Schweden, um von dort über die Baltischen Inseln nach St. Petersburg zu reisen. Auch hier traf er auf zahlreiche Zeugnisse der Tätigkeit von Gletschern, und wiederum wies Murchison die Theorie der kontinentweiten Vergletscherung von sich. Auf seiner Reise traf er zahlreiche der geologischen Autoritäten Skandinaviens und wurde aufgrund seiner wachsenden Bekanntheit zum wiederholten Male an die preußischen und russischen Höfe vorgeladen. Nach der Rückkehr nach London arbeitete er zusammen mit de Verneuil und von Kayserling hart an der Vollendung ihres Russlandberichtes, der schließlich 1845 erschien. Die Bedeutung des Werkes liegt in der ersten vollständigen Beschreibung der Geologie von Russland, gleichzeitig stellt es den Höhepunkt von Murchisons geologischem Schaffen dar.

## Murchison und die Alpen

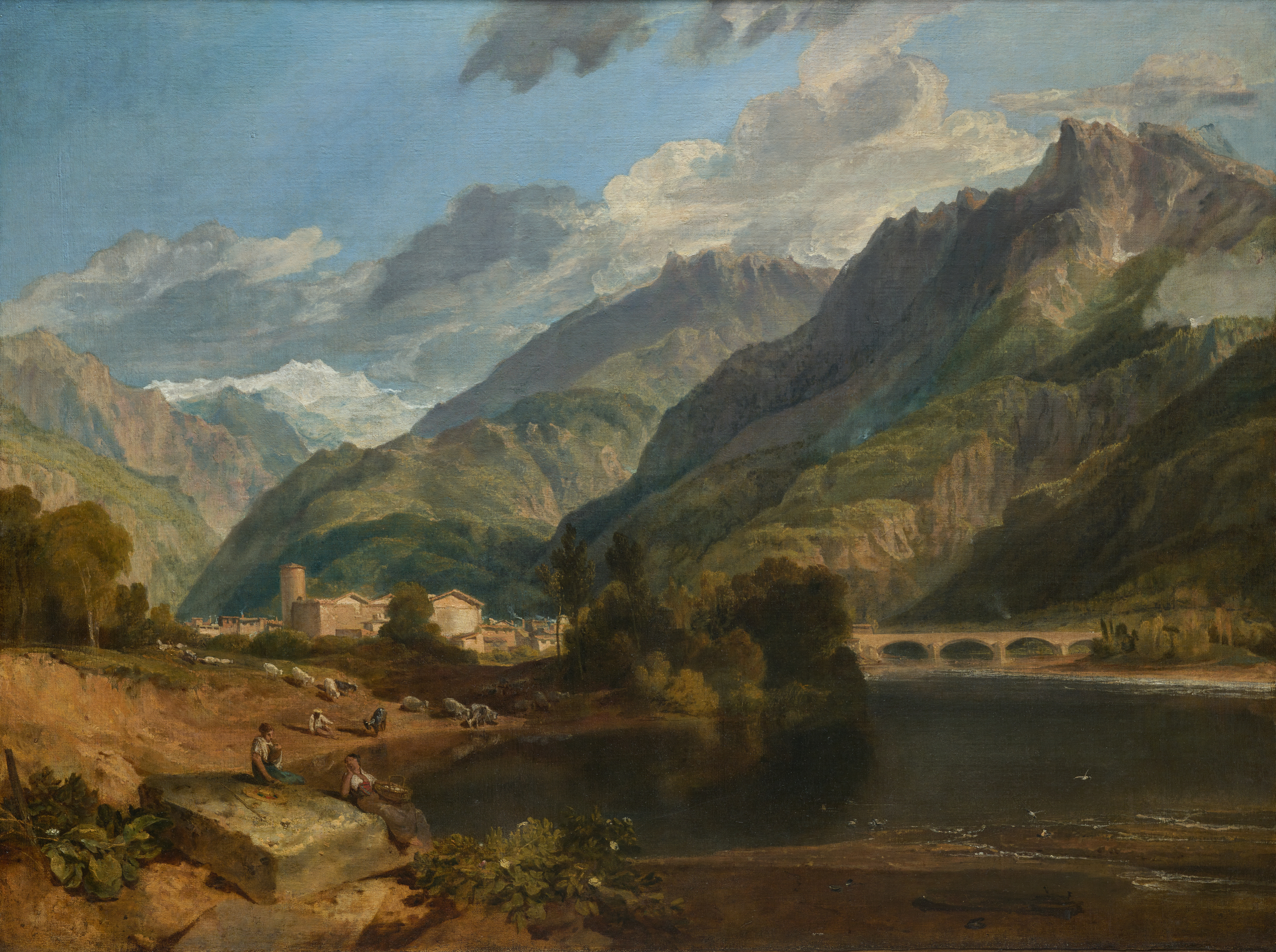
Die Alpen am Mont Blanc

1847 suchte Murchison neue geologische Herausforderungen, und da die Gesundheit seiner Frau angegriffen war, planten sie eine lange Reise in den Süden. Nach einem Winter in Rom sollte die Reise im nächsten Frühjahr nach Neapel gehen, und von dort in die Zentralalpen. Im Zuge des jährlichen Treffens der British Association übergab Murchison die Präsidentschaft der Association an seinen Nachfolger und reiste im Juli nach Homburg, um dort seine Frau zu treffen, die ihm voraus gereist war. Die Fortsetzung der Reise nach Venedig nahm einen ganzen Monat in Anspruch, da die Route über Wien und dann im Zickzack über die Ostalpen führte, wo Murchison zusammen mit de Verneuil und von Keyserling zahlreiche geologische Profile aufnahm. In Innsbruck traf er wieder auf seine Frau und Leopold von Buch, den er schon oft in Berlin getroffen hatte, und mit dem ihn eine schon lange währende Freundschaft verband. Im September traf die Gruppe in Venedig ein, um dort am Treffen der Scienziati Italiani teilzunehmen. Murchison und seine Frau reisten nach Rom weiter, wo sie den Winter verbrachten. Er wartete dort ungeduldig auf den Frühjahr, um die geplanten Studien der vulkanischen Umgebung von Neapel durchzuführen. Als er jedoch dort ankam, zwang ihn die zunehmend unsichere politische Lage, nach kurzer Zeit wieder nach Rom abzureisen. Auch Rom war in Aufruhr, aber Murchison fand dennoch Gelegenheit, die Umgebung Roms geologisch zu erkunden.
Anfang Mai 1848 verließen die Murchisons Rom und reisten nordwärts. Der Hauptteil der nächsten fünf Monate war der Erforschung der Geologie der Alpen gewidmet, indem Murchison die Schweizer Alpen mehrere Male durchquerte: zunächst im Westen in der Gegend von Genf, dann über Courmayeur nach Aosta und über den Grossen Sankt Bernhard zurück nach Martigny, quer durch das Berner Oberland und um den Vierwaldstättersee und den Säntis nach Bregenz und Sonthofen. Von Basel aus schifften sie sich schließlich rheinabwärts ein, um nach England zurückzukehren. Seine Ergebnisse veröffentlichte Murchison in einer umfangreichen Arbeit über die Geologie der Alpen, Karpaten und des Apennin. In dieser Arbeit brachte er seine eigenen Beobachtungen und die seiner zahlreichen Kollegen zusammen und wies nach, dass das Tertiär in den Alpen weit verbreitet ist. In dieser Klarheit war dies das erste Mal, und dennoch wies die bahnbrechende Arbeit eine Schwäche auf: auch jetzt, trotz der zahlreichen Zeugnisse einer umfangreichen Vergletscherung der Alpen, war Murchison nicht bereit, diese Theorie zu akzeptieren.

## Murchison und der Old Red Sandstone

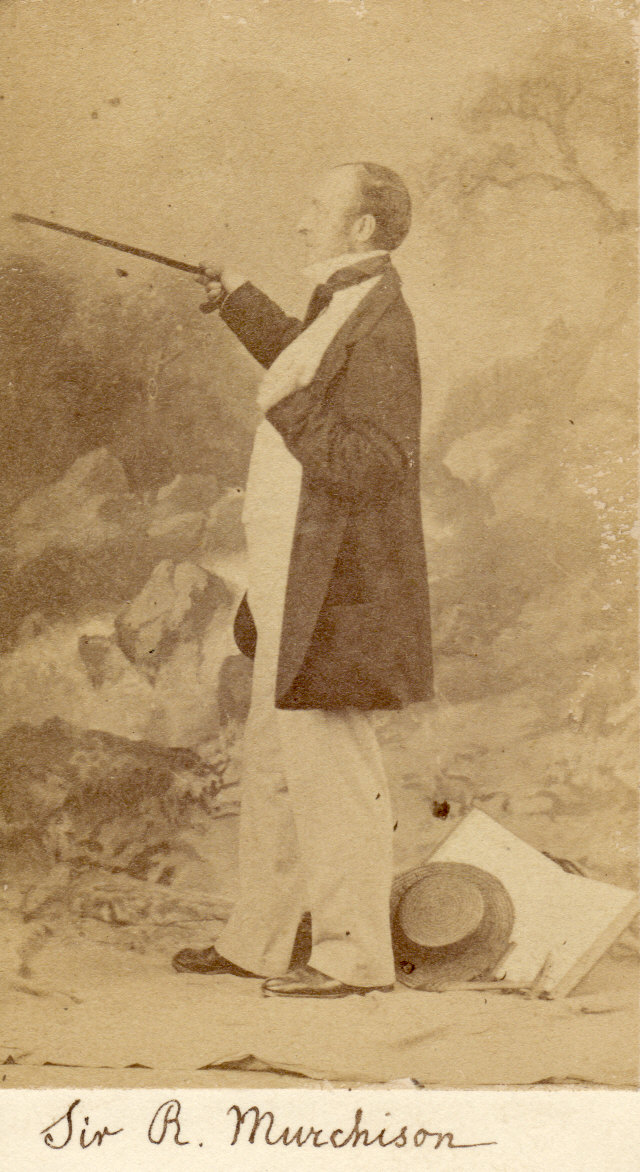
Sir Roderick Impey Murchison, wie Geikie ihn 1860 beschrieb

1855 starb Henry De la Beche, der Generaldirektor des British Geological Survey. De la Beche hatte den Survey von seinen Anfängen um 1830 als zusätzliche Abteilung des Ordnance Survey zu einer eigenständigen Organisation entwickelt. Der Survey bestand 1855 aus einem Museum und zwei geologischen Abteilungen, je eine für England und für Irland, die jeweils von einem Direktor geleitet wurden und eine ganze Reihe von Geologen und anderen Wissenschaftlern beschäftigten. Dem Generaldirektor oblag nicht nur Vorsitz und Verwaltung des Surveys, sondern auch die Beurteilung von Bodenschätzen und die Oberaufsicht über die geologische Erkundung der britischen Kolonien. De la Beches Tod fiel in eine Zeit, in der verschiedene bisher unabhängige Institutionen in einer Regierungsorganisation zusammengefasst werden sollten, dem Department of Science and Art. Die Auswahl des neuen Generaldirektors für den Geological Survey und die ihm angegliederten Abteilungen war daher eine delikate Angelegenheit, weil der neue Leiter nicht nur wissenschaftliche, sondern auch politische Fähigkeiten haben musste. Die Wahl fiel schließlich auf Murchison, der das Amt im Mai 1855 antrat. Obwohl er bisher völlig unabhängig gearbeitet hatte und nun in einen mehr oder weniger festen Tagesablauf gezwungen war, fand er Gefallen an der Position, und stürzte sich mit Feuereifer auf die Arbeit. Seine persönliche Bilanz der ersten drei Monate stellte ihn sehr zufrieden, er begann jedoch bald die geologische Feldarbeit zu vermissen. Die British Association hielt ihre Jahresversammlung 1855 in Glasgow ab, und so beschloss er, von dort in die Highlands weiterzureisen.
In den Jahren seit seinen Reisen mit Sedgwick waren einige Fortschritte in der Entzifferung der Geologie der schottischen Highlands gelungen. Bekannt war das Vorkommen von Glimmerschiefern und Gneisen in weiten Bereichen der Highlands. Diese Gesteine wurden bislang als das fossilleere Grundgebirge der Schichten des Paläozoikums angesehen. Verschiedentlich waren jedoch Fossilien gefunden worden, die in Gesteinen vorkamen, welche sich quer durch die nördlichen Highlands bis ins nordwestliche Sutherland hinzogen und eine starke Ähnlichkeiten mit dem Old Red Sandstone aufwiesen. Augenscheinlich wurden sie von Quarziten mit Kalksteineinlagerungen und Gneisen überlagert. Die roten Sandsteine wurden von ihren Bearbeitern in das Devon gestellt, eine Einstufung, die die Erkenntnisse von Sedgwick und Murchison auf den Kopf stellte: hatten sie doch nachgewiesen, dass die Gneise rund um den Moray Firth und in Südschottland den von ihnen bearbeiteten Old Red Sandstone unterlagerten, also älter waren. Murchisons erster Besuch der fraglichen Aufschlüsse im Jahr 1855 brachte wegen der Kürze der Zeit keine neuen Erkenntnisse, er hielt jedoch an seiner Meinung fest, dass die roten Sandsteine dem Old Red Sandstone zuzuordnen seien.

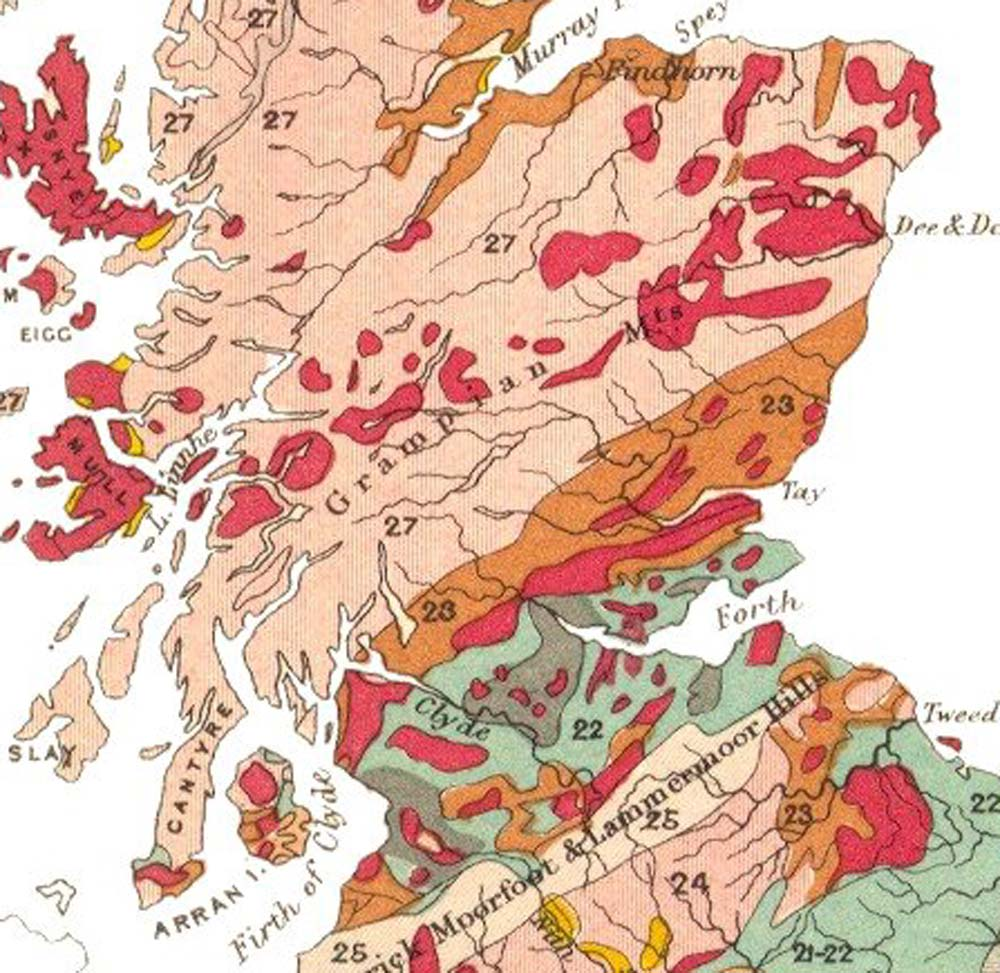
Geologische Karte der zentralen Highlands. 23: Old Red

Murchisons berufliche Pflichten hielten ihn zunächst von weiteren Exkursionen nach Schottland ab, und er fand erst drei Jahre später wieder Zeit, sich dem Problem der Gneise über den Sandsteinen zu widmen. In der Zwischenzeit war durch den Fund weiterer Fossilien nachgewiesen worden, dass die Quarzite und Kalksteine über den Sandsteinen in das Untere Silur zu stellen waren. Die Fossilien wiesen dabei starke Ähnlichkeiten mit den silurischen Fossilien Nordamerikas und Kanadas auf. Außerdem hatten Mitarbeiter des Geological Survey die quarzreichen Gesteinsformationen weitflächig kartiert, und dabei gezeigt, dass sie überall diskordant auf den roten Sandsteinen lagerten. Murchison reiste 1858 wieder nach Norden zum Moray Firth und dehnte von dort seine Untersuchungen auf die Shetland- und Orkney-Inseln aus, die ebenfalls ausgedehnte Aufschlüsse von Old Red Sandstone aufweisen. Von dort ging es wieder nach Süden bis zum Kap Wrath und weiter nach West-Sutherland, wo Murchison die 1855 besuchten Aufschlüsse und ihre Umgebung noch einmal in Augenschein nahm. Er fand die Situation bestätigt, dass die Sandsteine unter den Quarziten und Gneisen lagen, und sah sich gezwungen, sie nicht weiter dem Old Red Sandstone zuzuordnen, sondern ihnen ein höheres Alter zuzugestehen. Er wurde durch die Tatsache bestärkt, dass auch in Wales rote Sandsteine mit Konglomeraten vorkommen, die sicher unterhalb seines Silurs lagen, auch wenn sie von diesem nicht durch eine Diskordanz getrennt waren. Doch wie waren die Gneise einzuordnen? Da sie über den jetzt in das Kambrium und Ordovizium eingeordneten Gesteinen lagen, wies er ihnen ein silurisches Alter zu – und irrte sich in dieser Einstufung: wie heute bekannt ist, wurden die Ausgangsgesteine des Lewisian Gneiss schon im Neoproterozoikum gebildet und erst später über das Kambrium geschoben.

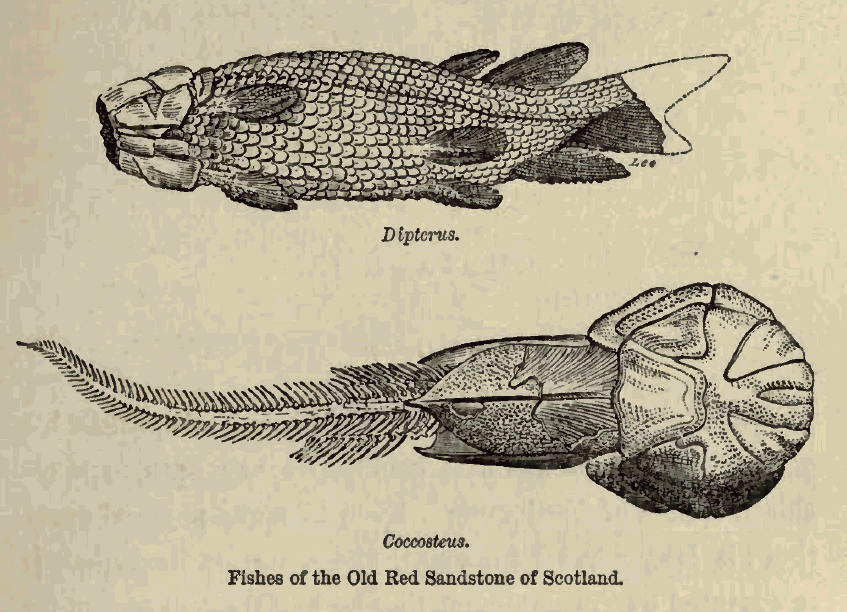
Fische aus dem Old Red Sandstone

1859 und 1860 setzte er seine Untersuchungen des Old Red Sandstone in den Highlands fort und erarbeitete die Grundlagen seiner Schichtenfolge in ganz Schottland. Darüber hinaus brachte er eine gewisse Ordnung in die Schiefer und Gneise der zentralen Highlands und konnte zeigen, dass sie sich auch ohne Fossilien in ähnliche, immer wieder auftretende Gesteinsgruppen gliedern ließen. Die Ergebnisse seiner Arbeiten in den Highlands stellte Murchison in einer Reihe von Veröffentlichungen vor. Er unterteilte den Old Red Sandstone von Schottland in drei Abschnitte, nämlich Lower, Middle und Upper Old Red Sandstone (Unterer, Mittlerer und Oberer ORS), und stellte die gesamte Gruppe in das Devon. Er nahm fälschlicherweise an, dass Gesteine des Lower Old Red Sandstone nur südlich der Grampian Mountains vorkämen. Heute ist bekannt, dass der Old Red Sandstone in der Zeitspanne vom Silur bis in das Unterkarbon abgelagert wurde, und dass er auch im Norden Schottlands auftritt. Richtig lag Murchison mit seiner Feststellung, dass der Mittlere Old Red Sandstone auf das Orcadian Basin im Norden der zentralen Highlands beschränkt ist, und dass der Upper Old Red Sandstone in Schottland mit Ausnahme des Orcadian Basins überall diskordant auf älteren Gesteinen liegt.
Die Untersuchungen in Schottland stellten Murchisons letzte große Geländearbeit dar und schlossen so eine geologische Geländetätigkeit, die mehr als dreißig Jahre umspannte.

## Von der Geological Society zur Geographical Society

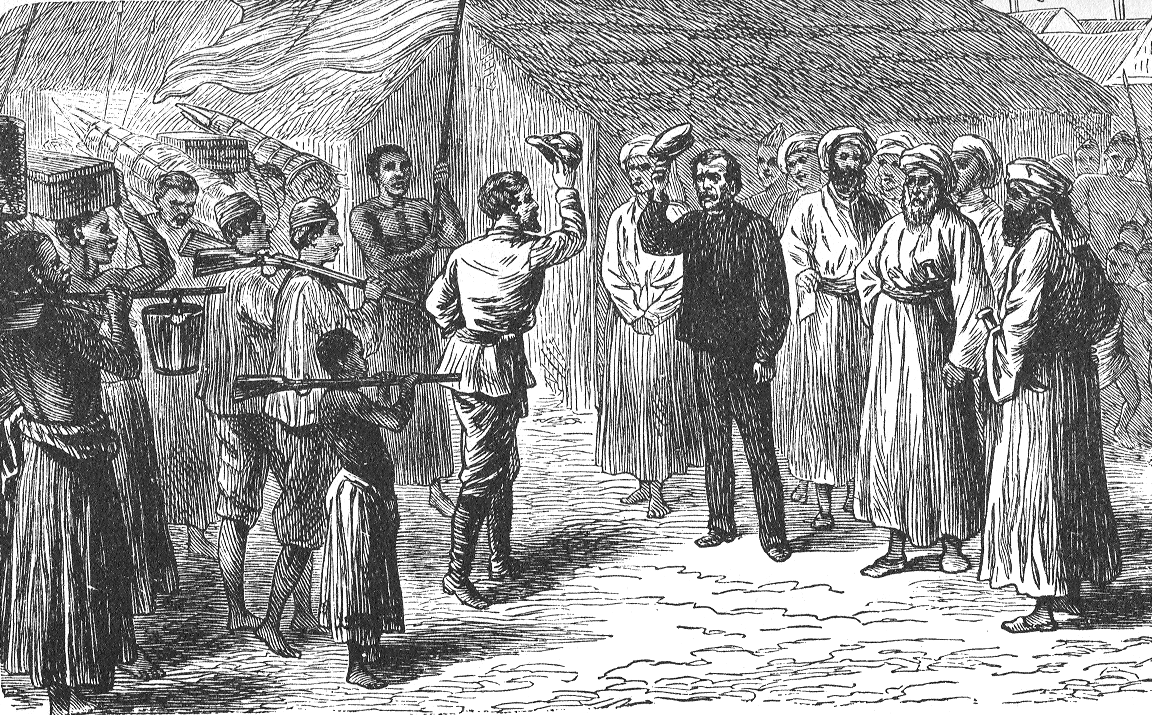
Stanley trifft Livingstone 1871

Murchison begann bald nach der Gründung der Royal Geographical Society im Jahr 1830, aktiv an ihrem Gesellschaftsleben teilzunehmen, und wurde 1843 das erste Mal zu ihrem Präsidenten gewählt. Im Frühsommer 1844 hielt er die erste seiner später berühmt gewordenen Reden als Präsident, in denen er die jeweiligen Fortschritte der Geographie umriss und die Ergebnisse und Verdienste zahlreicher, auch ausländischer Geographen hervorhob.
1851 wurde Murchison erneut zum Präsidenten der Geographical Society gewählt. Acht Jahre lang hatte er den Vorsitz inne, ehe er ihn 1859 an Lord Ashburton übergab. Dieser besaß jedoch eine schwache Konstitution, so dass Murchison weiterhin einen großen Einfluss auf die Arbeit der Society ausübte. 1863 übernahm Murchison auf Drängen seiner Kollegen den Vorsitz wieder, und behielt ihn bis in sein letztes Lebensjahr. Diese zweite Periode als Vorsitzender der Geographical Society machte ihn einer breiteren Öffentlichkeit als Förderer des Fortschritts in der Geographie bekannt, der regen Anteil am Schicksal der Forscher nahm. Es waren vor allem drei Gebiete, die das Interesse der Geographical Society fesselten: Das Innere Afrikas, das von Australien, und die Gewässer und Länder rings um den Nordpol. Murchison zeigte rege Anteilnahme am Schicksal der Forscher, und zählte etwa Burton, Speke, Grant, Baker und vor allem Livingstone zu seinen Freunden, an dessen Rückkehr aus Afrika er standhaft glaubte – obwohl er sie nicht mehr erlebte: die Nachricht von Henry Morton Stanley traf sechs Tage nach Murchisons Tod in London ein. Dieselbe Standhaftigkeit zeigte er in Bezug auf die Expedition von John Franklin, der einen Weg über die Nordwestpassage suchte. Murchison forderte mehrfach vergeblich die Aussendung einer Rettungsexpedition. Als Franklins Tod 1859 bekannt wurde, setzte er sich für die Unterstützung seiner Witwe Lady Jane Griffin ein, die fast ihr gesamtes Vermögen bei mehreren Suchexpeditionen eingesetzt hatte. Die Verdienste von Murchison für die Geographie fasste Sir Bartle Frere wie folgt zusammen:

“It is no exaggeration to say that during the past thirty years no geographical expedition of any consequence has been undertaken in our own or, I believe I might say, in any other country, without some previous reference to him for advice and suggestion, often entailing laborious research and correspondence.”

„Es ist keine Übertreibung zu sagen, dass in den letzten dreißig Jahren keine geographische Expedition von größerer Bedeutung in unserem, oder wie ich zu sagen können glaube, in irgendeinem anderen Land unternommen wurde, ohne sich vorher um Rat oder Vorschläge an ihn zu wenden, was oft arbeitsreiche Nachforschungen und Korrespondez nach sich zog.“

## Die späten Jahre
Murchison widmete sich nunmehr fast völlig seinen Aufgaben in London. Seine Aufgaben in Zusammenhang mit dem Geological Survey umfassten neben repräsentativen Funktionen vor allem die Korrespondenz und gelegentliche Besuche bei den im Gelände arbeitenden Geologen. Eines seiner Hauptanliegen war die Vermehrung der Anzahl der für den Survey arbeitenden Geologen. Die geologische Feldarbeit wandte sich mit steigendem Kenntnisstand immer mehr den Details zu, so dass die Rate des Fortschritts in der geologischen Aufnahme Englands zunehmend sank. Größere Aufmerksamkeit wurde nun auch den oberflächlichen Ablagerungen gewidmet. Diesen Aufgaben konnten die angestellten Geologen vor allem außerhalb der englischen Kerngebiete kaum nachkommen. Für Schottland waren in den 1850er Jahren nur zwei Geologen tätig. Murchison setzte sich so lange für mehr Geologen ein, bis der Geological Survey 1866 neu organisiert wurde: die Anzahl der Geologen stieg von 35 auf 75 und die Abteilungen wurden auf drei erhöht: Neben dem für England und Wales zuständigen Ressort gab es einen irischen und einen schottischen Zweig.
Trotz seiner Aufgaben fand er jedes Jahr einen Monat oder mehr Freizeit zu Reisen in England; seltener gelang es ihm, nach Frankreich oder Deutschland zu reisen. Hauptziel waren nach wie vor Schottland und die Gegenden mit silurischen Gesteinen, wo er hier und da weitere geologische Bausteine zusammentrug, um die letzten Lücken in seinen Forschungen zu stopfen. Seine geologische Tätigkeit beschränkte sich in diesen Jahren ansonsten auf das Verfassen zahlreicher geologischer Aufsätze und die Vorbereitung weiterer Auflagen seines Buches Siluria, das in 13 Jahren insgesamt vier Auflagen sah. Einen gewissen Starrsinn zeigte er immer noch in Bezug auf die Theorie, dass Schottland, England, Irland und auch andere Gebiete Europas von Gletschern bedeckt gewesen seien, und wandte sich vehement dagegen: 1864 ließ er auf eigene Kosten ein Pamphlet mit dem Titel On the Relative Powers of Glaciers and Floating Icebergs drucken, das die Position der Ice-Men (Eisverkäufer) in Zweifel zog. Ebenso lehnte er die Evolutionstheorie von Darwin strikt ab, auch wenn er dies nur in kleiner Runde oder brieflich äußerte.
Lady Murchisons Gesundheit war schon längere Zeit nicht besonders stabil gewesen. Ende 1862 war sie zum ersten Mal so schwer krank gewesen, dass Murchison ihren Tod befürchtete. Diese wiederholte sich noch einige Male, ehe sie am 9. Februar 1869 starb. Murchison erholte sich von diesem Verlust nur durch die Fortführung seiner zahlreichen täglichen Aufgaben. Unter den Tätigkeiten nach dem Tod seiner Frau ist vor allem die Gründung eines Lehrstuhls für Geologie an der University of Edinburgh im Jahr 1871 von geologischem Interesse, die er anregte und mit 6000 Pfund unterstützte.
Am 21. November 1870 erlitt Murchison einen Schlaganfall, von dem er sich nur einigermaßen erholte, und nach dem er auf den Rollstuhl angewiesen war. Er gab den Vorsitz der Geographical Society in die Hände von Henry Creswicke Rawlinson und trat von den anderen Ämtern zurück. Sein Zustand verschlimmerte sich im Laufe des Jahres, und am 22. Oktober 1871 starb Murchison an einer Bronchitis. Am 27. Oktober wurde er neben seiner Frau auf dem Brompton Cemetery begraben. Da er keine Söhne hinterließ, erlosch sein Baronettitel bei seinem Tod.

## Ehrungen

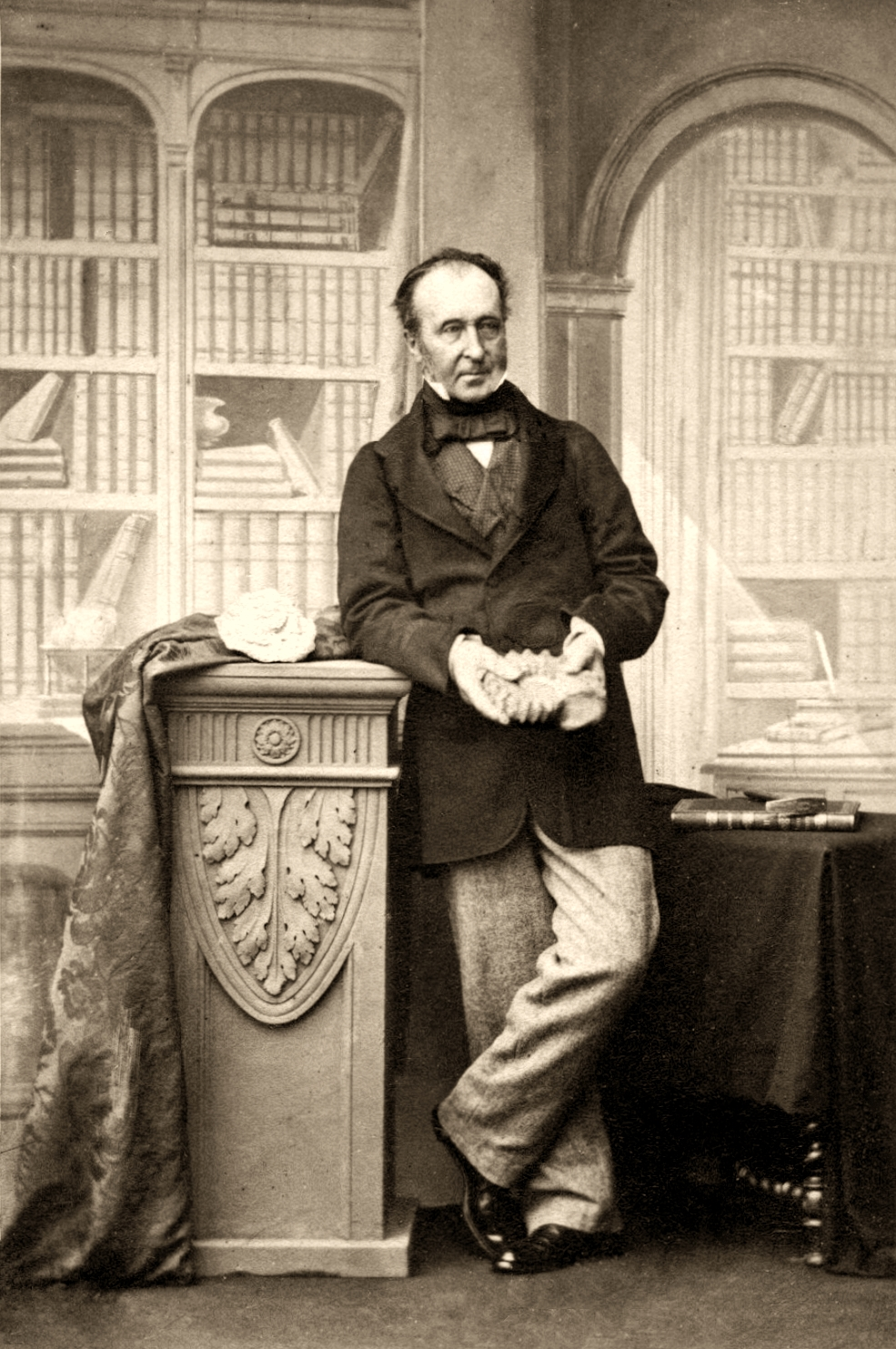
Sir Roderick Impey Murchison, 1. Baronet (1860)

Murchison war ein geduldiger Sammler von Daten und schrieb mit nüchternem Schreibstil fast nur über geologische und geographische Themen. Sein großer Einfluss stammte nicht nur aus seiner gesellschaftlichen Stellung, sondern auch aus seiner Persönlichkeit: nach Aussagen seiner Zeitzeugen war er trotz unerschöpflicher Energie geduldig, höflich und von großem Taktgefühl.
1826 wurde er zum Fellow of the Royal Society gewählt. Murchison war einer der Gründerväter der Royal Geographical Society im Jahr 1830 und mehrfach deren Präsident. 1840 wurde er in die American Academy of Arts and Sciences gewählt, 1841 zum Präsidenten der Geological Society, 1844 zum Mitglied der Académie des sciences in Paris, 1845 zum Ehrenmitglied (Honorary Fellow) der Royal Society of Edinburgh und 1846 zum Mitglied der Russischen Akademie der Wissenschaften in St. Petersburg. Nach seiner Rückkehr aus Russland wurde er am 11. Februar 1846 zum Knight Bachelor geschlagen. 1855 trat er die Nachfolge von Sir Henry Thomas de la Bèche als Generaldirektor des Geological Survey of Great Britain ein – eine Stelle, die er bis zu seinem Tod hielt – und wurde Direktor des Museum of Practical Geology. 1849 empfing er die Copley Medal der Royal Society und 1864 die Wollaston-Medaille der Geological Society of London. Die Académie royale des Sciences, des Lettres et des Beaux-Arts de Belgique nahm ihn im Dezember 1855 als assoziiertes Mitglied auf. Im Jahr 1860 wurde er zum Mitglied der Leopoldina gewählt, 1865 in die National Academy of Sciences. Er war Mitglied der Gesellschaft Deutscher Naturforscher und Ärzte. Am 3. Februar 1863 wurde er zum Knight Commander of the Order of the Bath ernannt, und am 22. Januar 1866 zum erblichen Baronet, of London, erhoben. 1871 stiftete Murchison in seinem Testament die Murchison-Medaille, die seither von der Geological Society an verdienstvolle Geologen verliehen wird. Die Royal Geographical Society vergibt seit 1882 ihm zu Ehren den Murchison Award für herausragende geographische Veröffentlichungen.
Wegen seines großen Einsatzes für die Geografie sind zahlreiche geografische Objekte nach ihm benannt, so etwa der Murchison River in Westaustralien, die Murchison Falls in Uganda, der Mount Murchison sowie der Murchison Cirque in der Antarktis, der Mount Murchison in Neuseeland und der Murchison-Krater auf dem Mond.
Das Gebäude der schottischen Hauptfiliale vom British Geological Survey in Edinburgh trägt die Bezeichnung Murchison House.
2020 wurde er in dem britischen Spielfilm Ammonite von Francis Lee in einer Nebenrolle durch James McArdle dargestellt.

## Schriften
- 1825: Geological Sketch of the North-Western Extremity of Sussex, and the adjoining parts of Hants and Surrey. In: Transactions of the Geological Society London, Second Series. Band 97.
- 1830: mit A. Sedgwick: A Sketch of the Structure of the Austrian Alps. In: Transactions of the Geological Society London, Secon Series. Band 2, Nr. 3, S. 301–424.
- 1834: Outline of the Geology of the Neighbourhood of Cheltenham. Cheltenham (2. Auflage 1845, zusammen mit J. Buckman und H. E. Strickland).
- 1835: On the Silurian and Cambrian Systems, Exhibiting the Order in which the Older Sedimentary Strata Succeed each other in England and Wales. In: British Association for the Advancement of Science Report. 5th meeting, 1835 (mit Adam Sedgwick).
- 1839: The Silurian System. John Murray, London.
- 1839: mit A. Sedgwick: On the Classification of the older stratified deposits of Devonshire and Cornwall. In: Philosophical Magazine, Series 3. Band 14, S. 241–260.
- 1841: First sketch of the principal results of a second geological survey of Russia. In: Philosophical Magazine, Series 3. Band 19, Nr. 126, S. 417–422.
- 1841: On the Geological Structure of the Northern and Central Regions of Russia in Europe. Richard & John E. Taylor, London (mit E. de Verneuil und A. von Keyserling. Online-Version bei archive.org).
- 1842: mit A. Sedgwick: On the Classification and Distribution of the Older or Paleozoic Rocks of the North of Germany and Belgium, and Their Comparison with Formations of the same Age in the British Isles. In: Transactions of the Geological Society, 2d series. Band 6, S. 221–301 (1844 in Stuttgart in deutscher Übersetzung erschienen: Über die älteren oder paläozoischen Gebilde im Norden von Deutschland und Belgien (verglichen mit Formationen desselben Alters in Großbritannien) mit Geognostischer Übersichtskarte).
- 1845: The Geology of Russia in Europe and the Ural Mountains. 2 Bände. J. Murray (Bd. 1)/P. Bertrand (Bd. 2), London/Paris (mit É. de Verneuil und A. von Keyserling).
- 1848: On the Geological Structure of the Alps, Apennines, and Carpathians, more especially to prove a transition from Secondary to Tertiary Eocks, and the development of Eocene deposits in Southern Europe., with plate of sections. In: Quarterly Journal of the Geological Society. Band 157, S. 157–312.
- 1854: Siluria: The history of the oldest known rocks containing organic remains, with a brief sketch of the distribution of gold over the earth. John Murray, London (Online-Version bei archive.org).